# Stelenweg Bochum

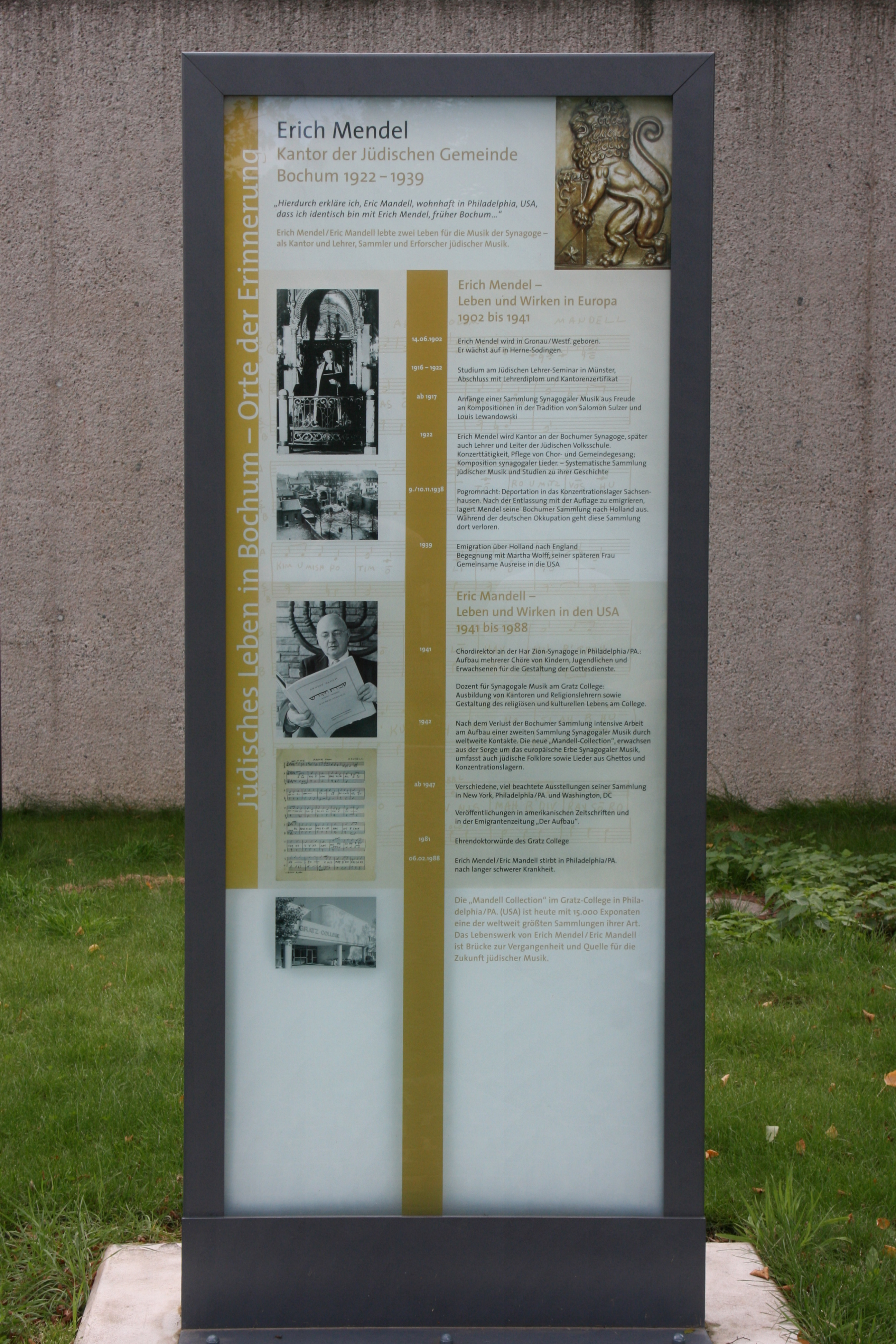
1. Stele vor der jüdischen Synagoge Bochum

Der Stelenweg „Jüdisches Leben in Bochum und Wattenscheid“ ist ein seit 2010 umgesetztes Projekt der Evangelischen Stadtakademie Bochum zur Erinnerungskultur der jüdischen Geschichte der Stadt vom Anfang bis zum Holocaust und von der Entstehung einer neuen Gemeinde nach dem Zweiten Weltkrieg.

## Das Stelenprojekt
Dem Projekt Stelenweg ging die stetige Beschäftigung der Evangelischen Stadtakademie Bochum mit der jüdischen Geschichte der Stadt Bochum voraus. Dazu gehörte die Inventarisation des jüdischen Friedhofs an der Wasserstraße von 1985 bis 1987 und eine daraus erschienene jüdische Familien-, Gemeinde- und Stadtgeschichte anhand der erhobenen Daten. Das Stelenprojekt sollte jüdisches Leben von seinen Anfängen im 17. Jahrhundert bis in die Gegenwart sichtbarer machen, das lediglich durch zwei Bronzetafeln zur Erinnerung an die zerstörten Synagogen in Bochum und Wattenscheid abgebildet war.
Entwickelt wurde das Konzept seit 2000 von einer Gruppe aus Mitarbeitern und Freunden um den damaligen Leiter der Evangelischen Stadtakademie Bochum, den Pfarrer Manfred Keller. 2001 gab die Evangelische Stadtakademie Bochum Stationenweg zur jüdischen Geschichte in Bochum und Wattenscheid – Ein Impulspapier heraus und im Neudruck im März 2002 neben deutsch auch auf Anregung der jüdischen Gemeinde in russischer Sprache. Neben dem Beitrag zur Erinnerungskultur soll das Stelenprojekt auch die jüdischen Einwanderer aus Osteuropa seit den 1990er Jahren ansprechen. Von Manfred Keller wurde 2019 zudem eine Dokumentation als Buch erstellt.
Zusammen mit der Arbeitsgruppe Stelenweg sind Schülerinnen und Schüler verschiedener lokaler Schulen auf Grundlage von historischen Dokumenten und Quellen und nach Wissensvermittlung zur jüdischen Geschichte an der Erstellung unterschiedlicher Stelen beteiligt. Seit 2022 steht ein vom evangelischen Kinder- und Jugendreferat und der Evangelischen Stadtakademie Bochum entwickeltes Actionbound zum Stelenweg bereit sowie ein von Schülern der Hildegardis-Schule Bochum mit der App Biparcours gestalteter Rundweg Jüdisches Leben in Bochum - Stelenweg. Das Stadtarchiv – Bochumer Zentrum für Stadtgeschichte zeigte von Oktober 2022 bis Januar 2023 eine begleitende Ausstellung zum Stelenweg.

## Die Stelen
Alle fest installierten Stelen mit den Maßen 220 × 90 Zentimeter sind aus Glas in einem Stahlrahmen gefertigt und auf einem Betonsockel verschraubt. Als wiedererkennbare grafische Grundgestaltung tragen sie in der rechten oberen Ecke ein Bild eines Bronzereliefs mit der Darstellung des „Löwen von Juda“. Es handelt sich um eine Kopie des geretteten Reliefs aus der während der Reichspogromnacht zerstörten Alten Synagoge. Die Kopie des Bronzelöwen wurde 2007 im Eingangsbereich der neuen Synagoge angebracht. Alle Stelen sind in eine Bildspalte auf der linken Seite, eine Zeitleiste in der Mitte und eine Textspalte rechts gegliedert.
Die erste Stele wurde 2010 realisiert. Bis 2023 wurden elf Stelen mit Informationstexten aufgestellt, die im öffentlichen Raum an das jüdische Leben in Bochum und Wattenscheid erinnern. Sie stellen anhand ausgewählter Aspekte die Geschichte des Zusammenlebens von jüdischen und nichtjüdischen Mitbürgern der Stadt dar, das mit dem Aufkommen des Nationalsozialismus zerstört wurde, informieren über die damalige Judenverfolgung und geben einen Einblick in heutiges jüdisches Leben im Stadtgebiet. Drei weitere geplante Stelen wurden mit einer Finanzierung von 35.000 € der Nordrhein-Westfalen-Stiftung Naturschutz, Heimat- und Kulturpflege im August 2023 ermöglicht. Von den innerhalb von zwei Jahren in Wattenscheid, Linden und am Bochumer Stadtgarten geplanten Stelen wurde die 12. Stele zum jüdischen Leben in Wattenscheid im Mai 2024 aufgestellt, gefolgt von der 13. Stele zum jüdischen Leben in Linden im März 2025. Die letzte und 14. Stele über den Stadtverordneten und Vorsitzenden der Jüdischen Gemeinde Philipp Würzburger wird am Bochumer Stadtpark stehen. Die 2019 erschienene begleitende Publikation wird dementsprechend erweitert.

### „Erich Mendel - Kantor der jüdischen Gemeinde Bochum 1922 - 1933“

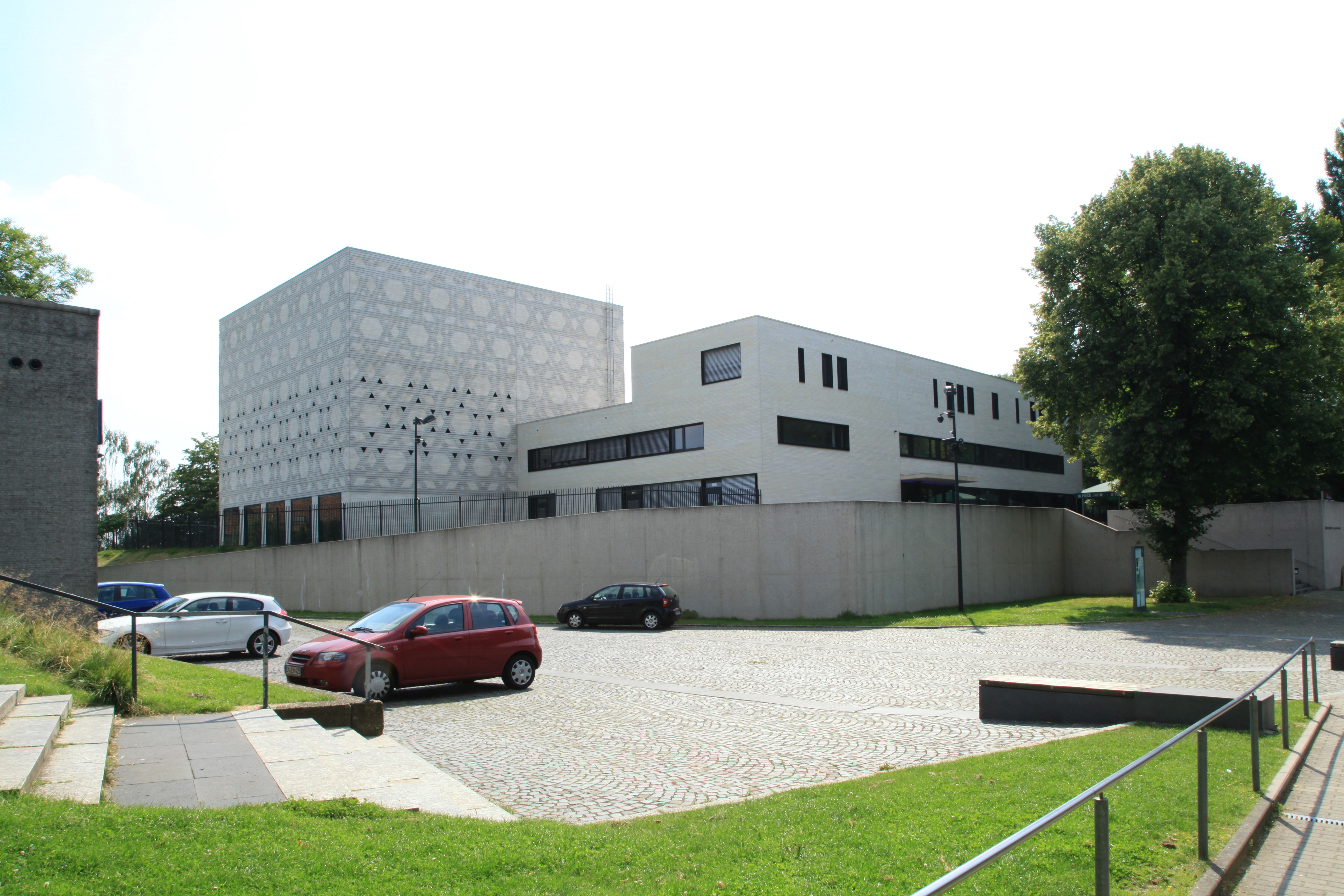
Synagoge
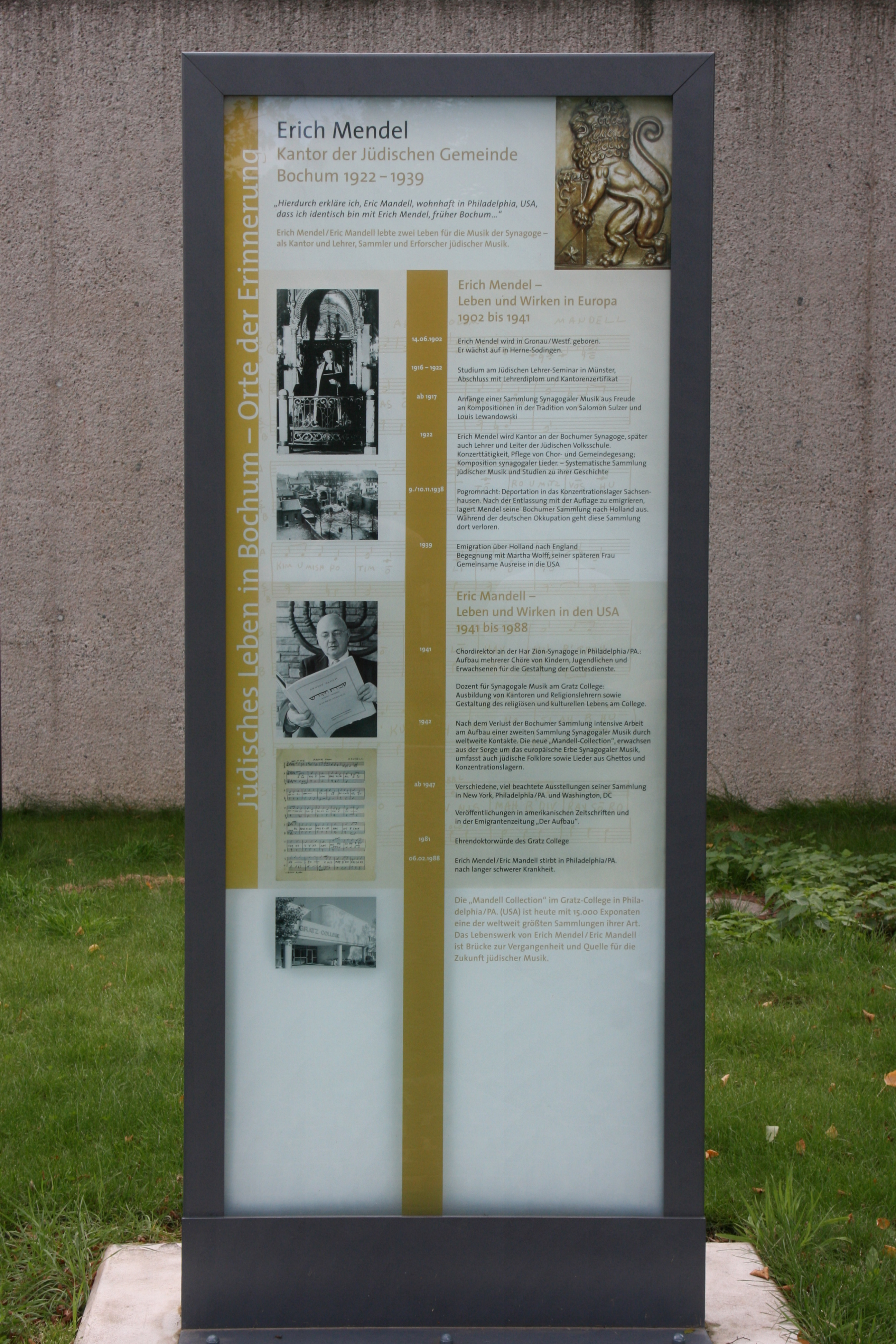
Erich-Mendel-Platz

Die am 27. Juni 2010 eingeweihte Stele beschreibt auf der ersten Seite den Lebensweg von Erich Mendel (bzw. Eric Mandell) in Europa von 1902 bis 1941 als Kantor und Leiter der jüdischen Volksschule, Sammler und Erforscher jüdischer Musik und auf der zweiten Seite sein weiteres Schaffen in den USA von 1941 bis 1988. Mandell wirkte dort unter anderem als Chordirektor und Dozent für Synagogale Musik am Gratz College. Die Stele steht auf dem nach ihm benannten Erich-Mendel-Platz () vor der Neuen Synagoge Bochum in der Bochumer Innenstadt.

### „Anfänge jüdischen Lebens in Bochum“

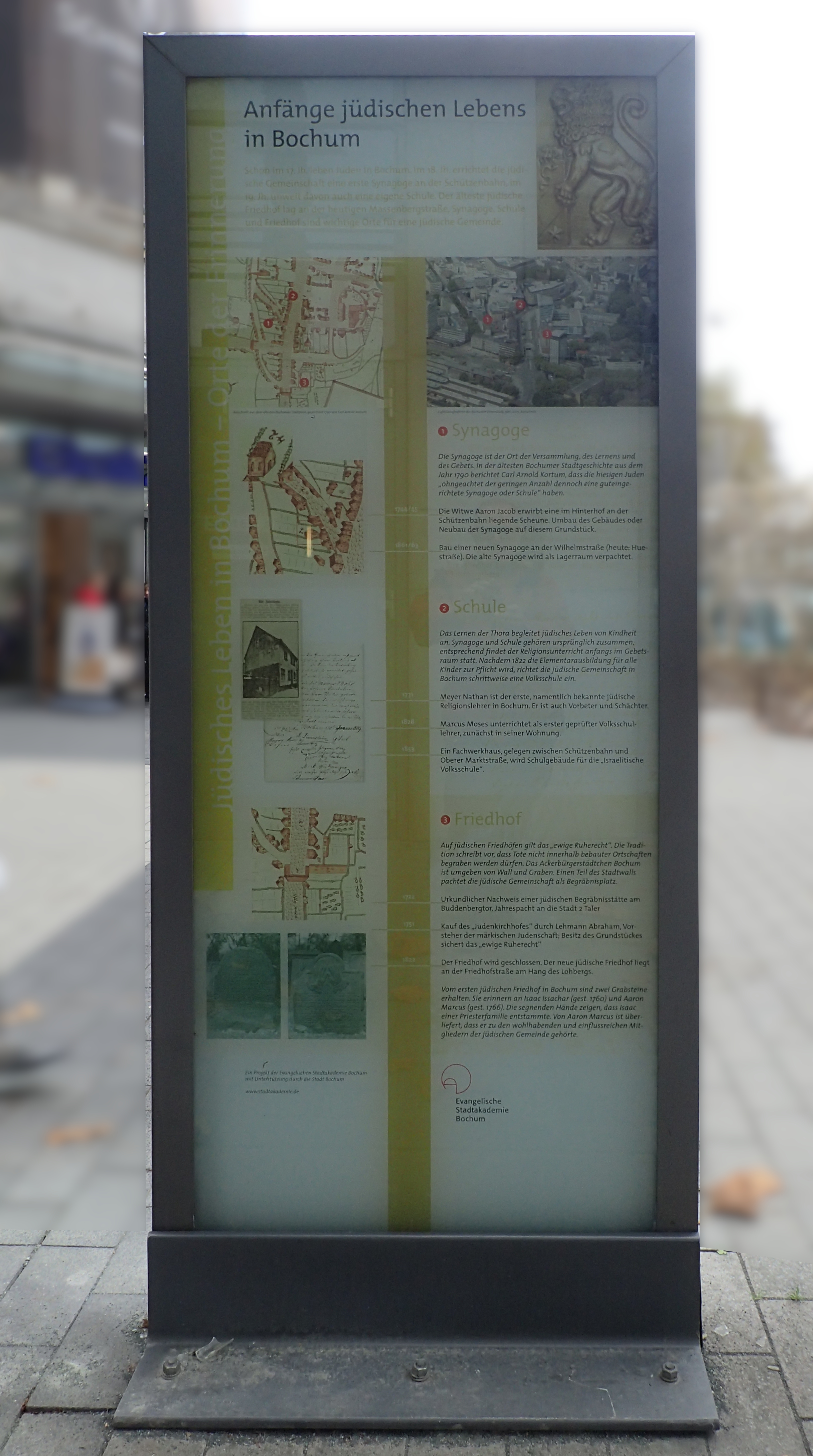
Stele Schützenbahn

Die Stele Ecke Massenbergstraße/Schützenbahn () markiert in der Innenstadt wichtige Orte der seit dem 17. Jahrhundert in Bochum nachgewiesenen jüdischen Gemeinde: die im 18. Jahrhundert errichtete erste Synagoge an der Schützenbahn, in der Nähe zu dieser zwischen Schützenbahn und Oberer Marktstraße (der heutigen Massenbergstraße) eine eigene Schule aus dem 19. Jahrhundert sowie an der heutigen Massenbergstraße der älteste jüdische Friedhof von 1722, von dem zwei Grabsteine auf dem jüdischen Friedhof in Wiemelhausen erhalten sind. Die Einweihung am 25. Oktober 2010 fand mit Beteiligung von Ottilie Scholz und Bürgermeister Dieter Heldt statt.

### „Jüdische Bewohner der Goethestraße (ab 1900)“

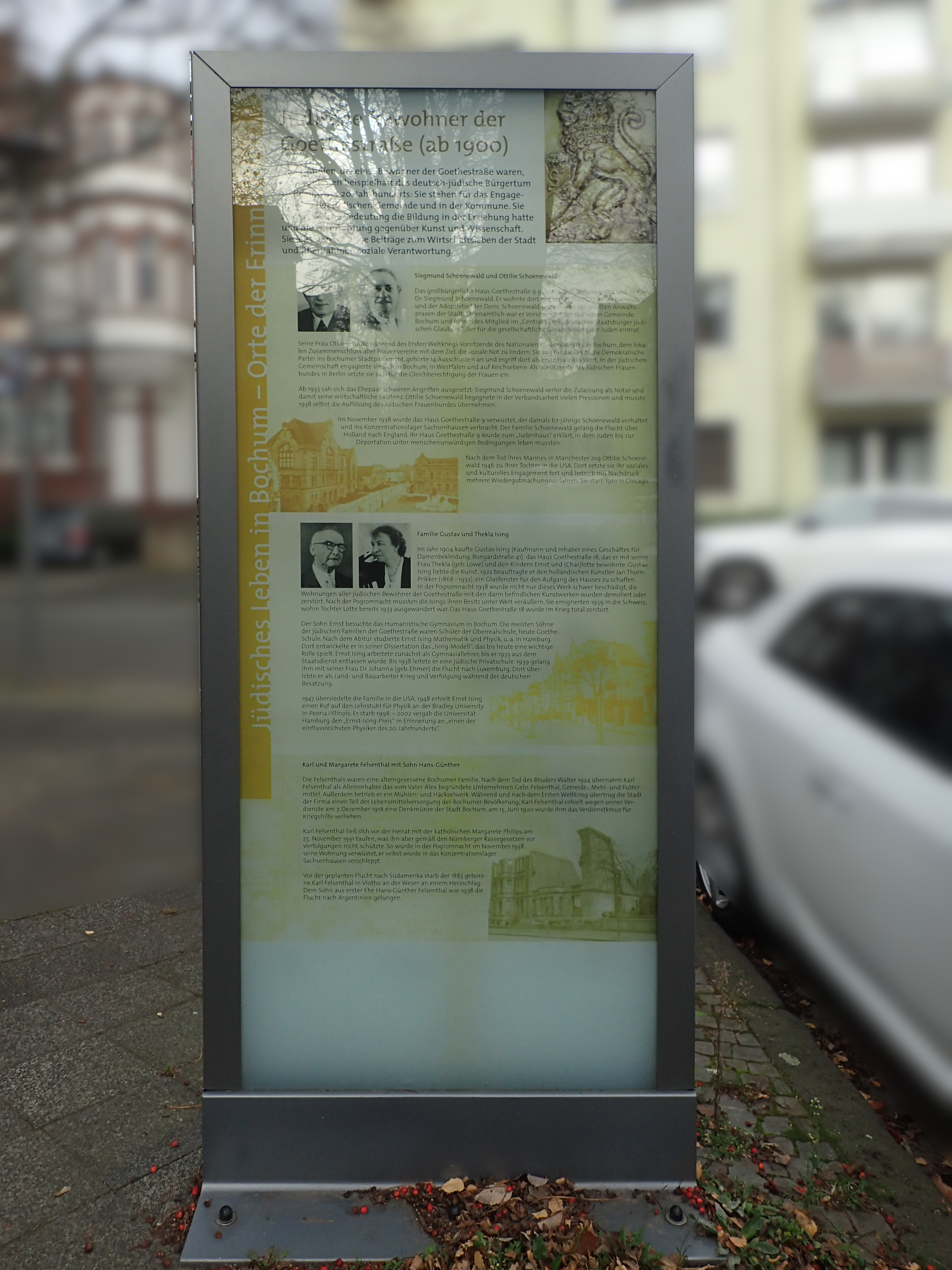
Stele Schillerstraße
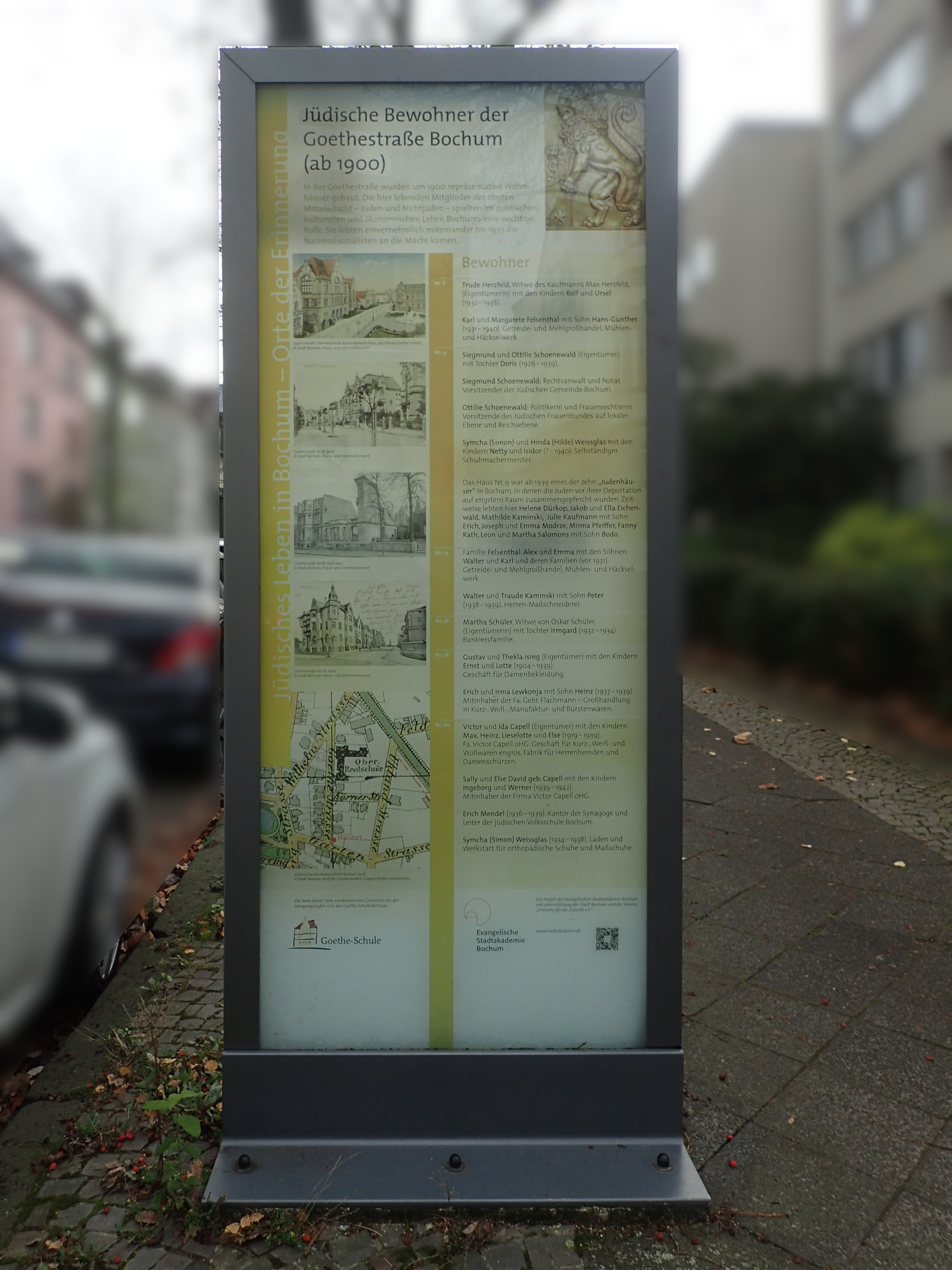
Stele Schillerstraße

Nachvollzogen werden die Verdienste von jüdischen Mitgliedern der oberen Mittelschicht für die Stadt Bochum, unter anderem von Erich Mendel, Siegmund und Ottilie Schoenewald und dem Jurist, Notar sowie Vorsitzenden der jüdischen Gemeinde Siegmund Schoenewald, die in der Goethestraße wohnten. Haus Nr. 9 war ab 1939 eines der zehn sogenannten Judenhäuser in Bochum. An der Erarbeitung der Stele zu ausgewählten jüdischen Bewohnerinnen und Bewohnern der Goethestraße zwischen 1900 und ca. 1933 wirkte die Goethe-Schule im Rahmen eines Schulprojektes mit. Die Stele wurde am 27. November 2013 in der Innenstadt an der Ecke Goethestraße/Schillerstraße () aufgestellt.

### „Jüdisches Leben und jüdische Kaufleute in Langendreer“

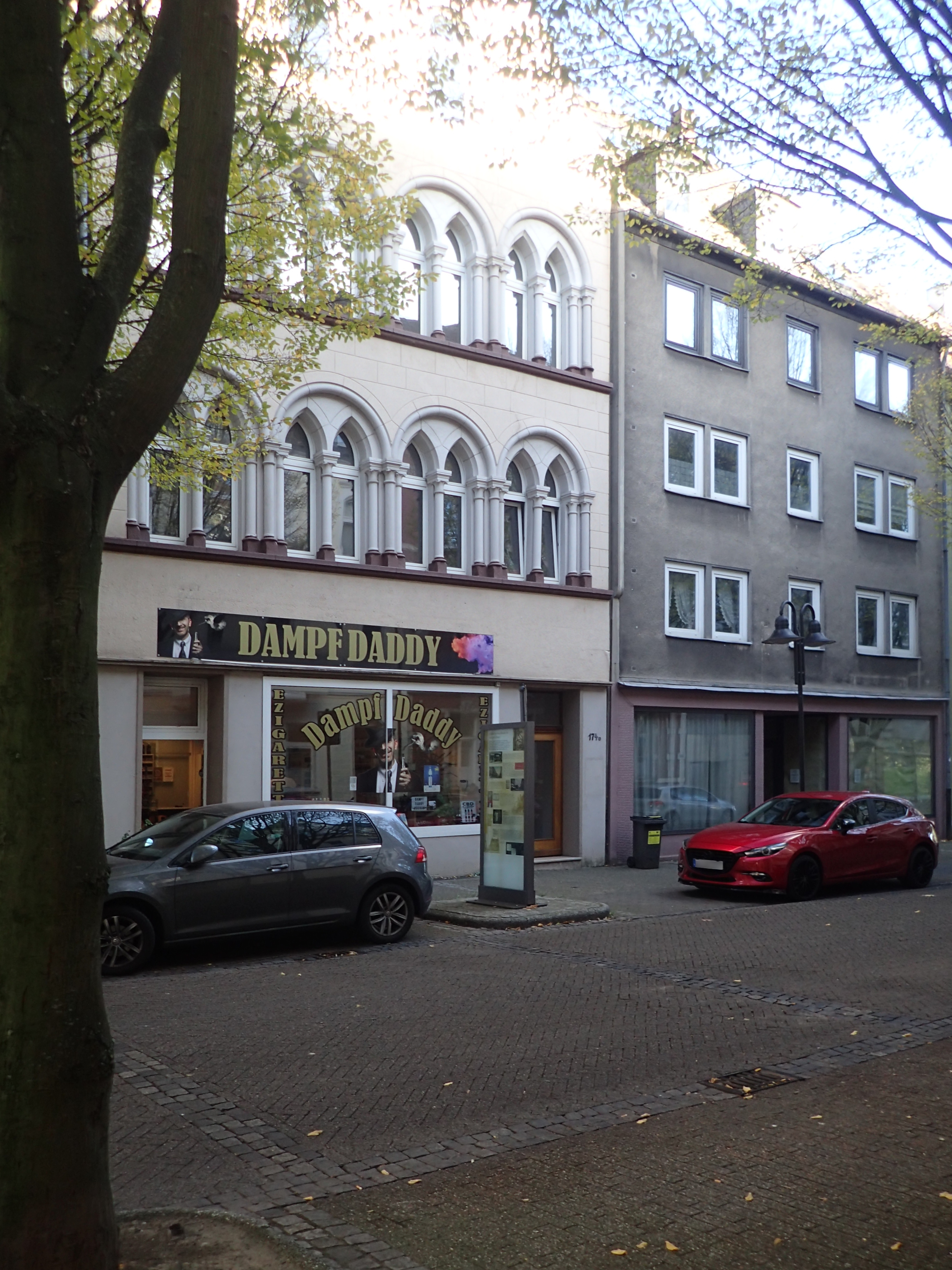
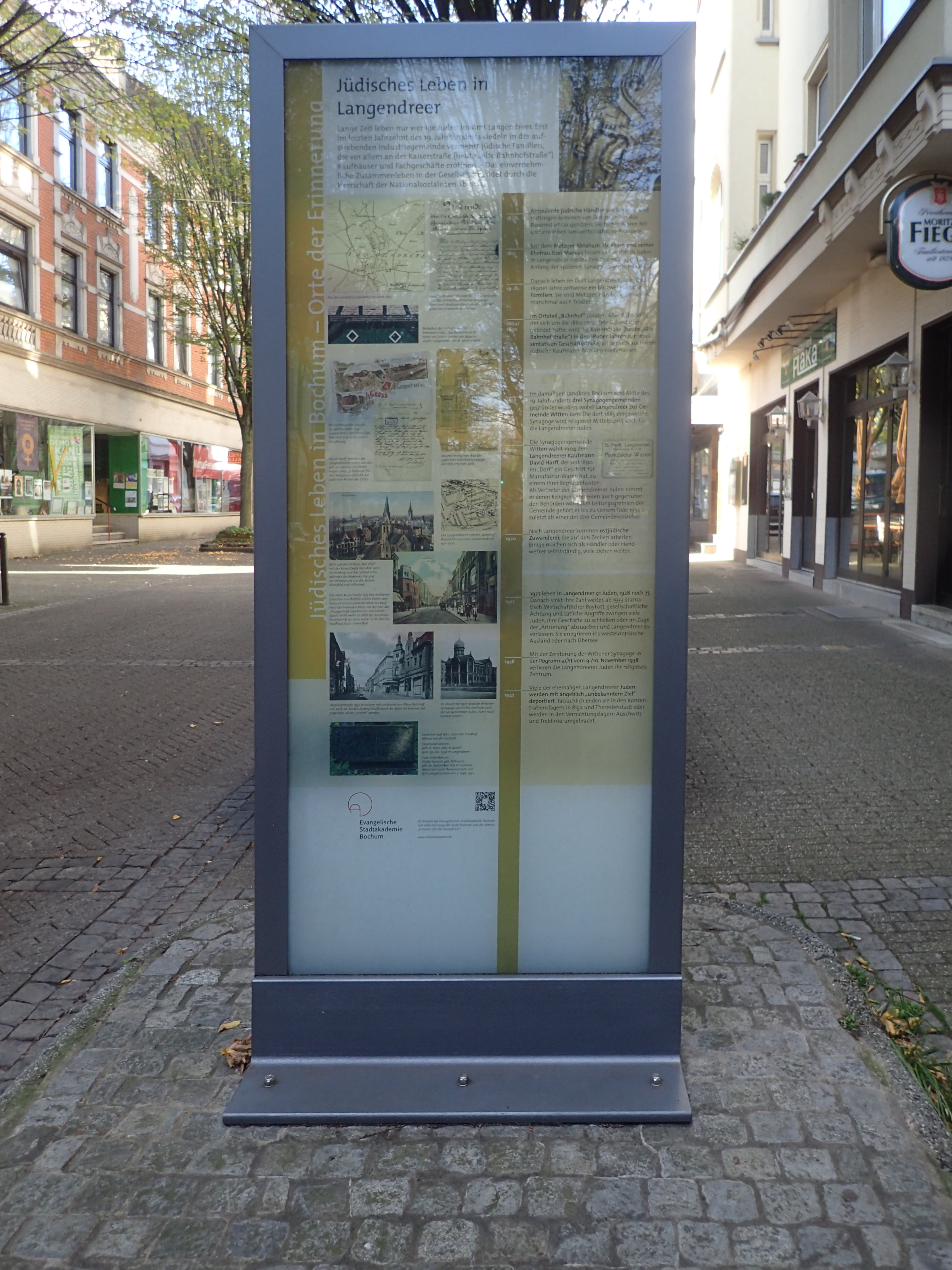
Stele Alte Bahnhofstraße 174
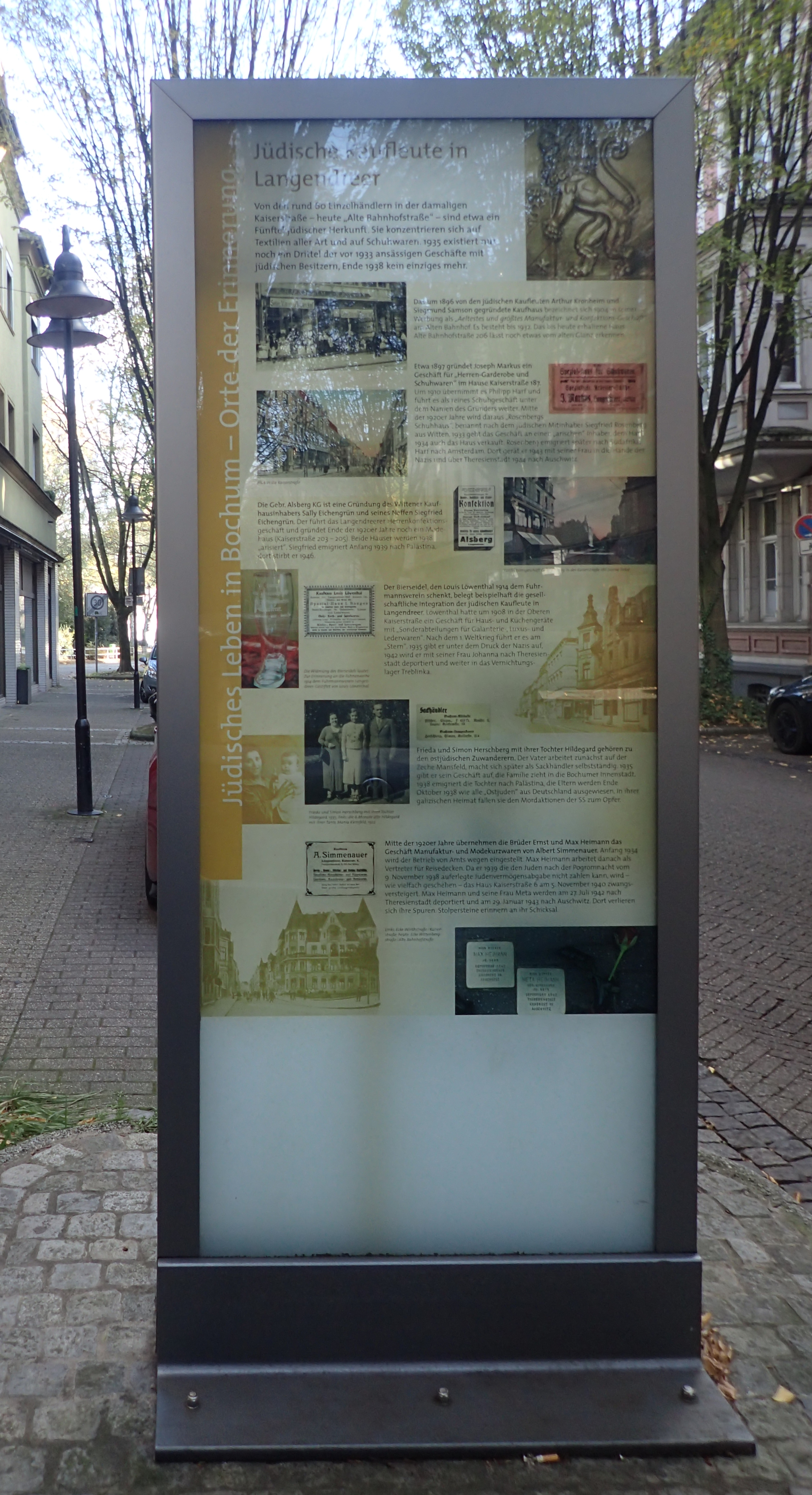
Stele Alte Bahnhofstraße 174

Die am 28. September 2015 eingeweihte Stele an der Alten Bahnhofstraße 174 – der damaligen Kaiserstraße () in Bochum-Langendreer erinnert an die jüdischen Familien, die ab 1815 hauptsächlich dort Kaufhäuser und Fachgeschäfte für Textilien und Schuhwaren führten. Unter anderem befanden sich dort zwei Kaufhäuser der Gebr. Alsberg AG. Etwa ein Fünftel der 60 Einzelhändler in der Straße war jüdischer Herkunft.

### „Juden am MoltkemarktundOstjuden - Westjuden“

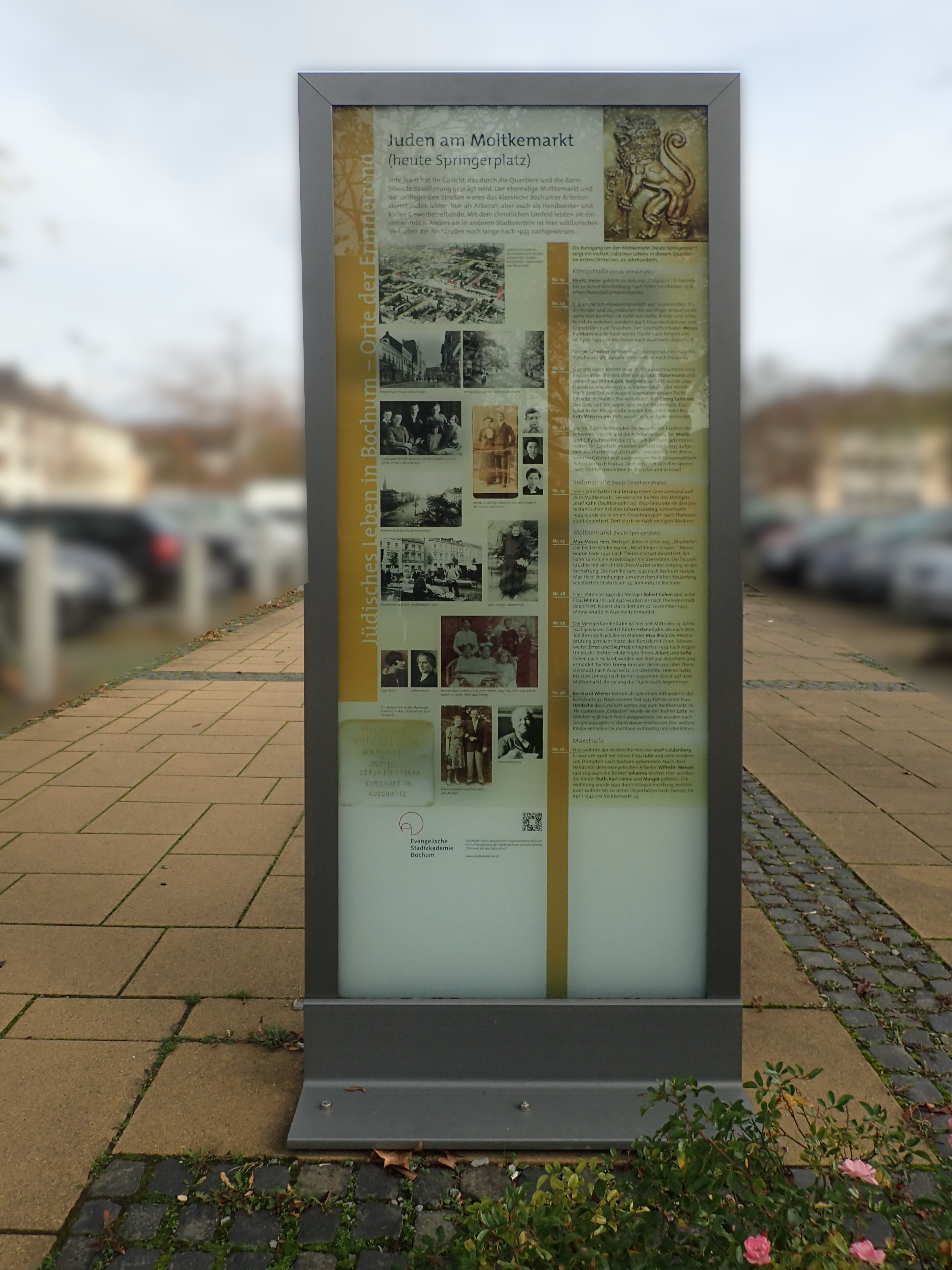
Stele Springerplatz
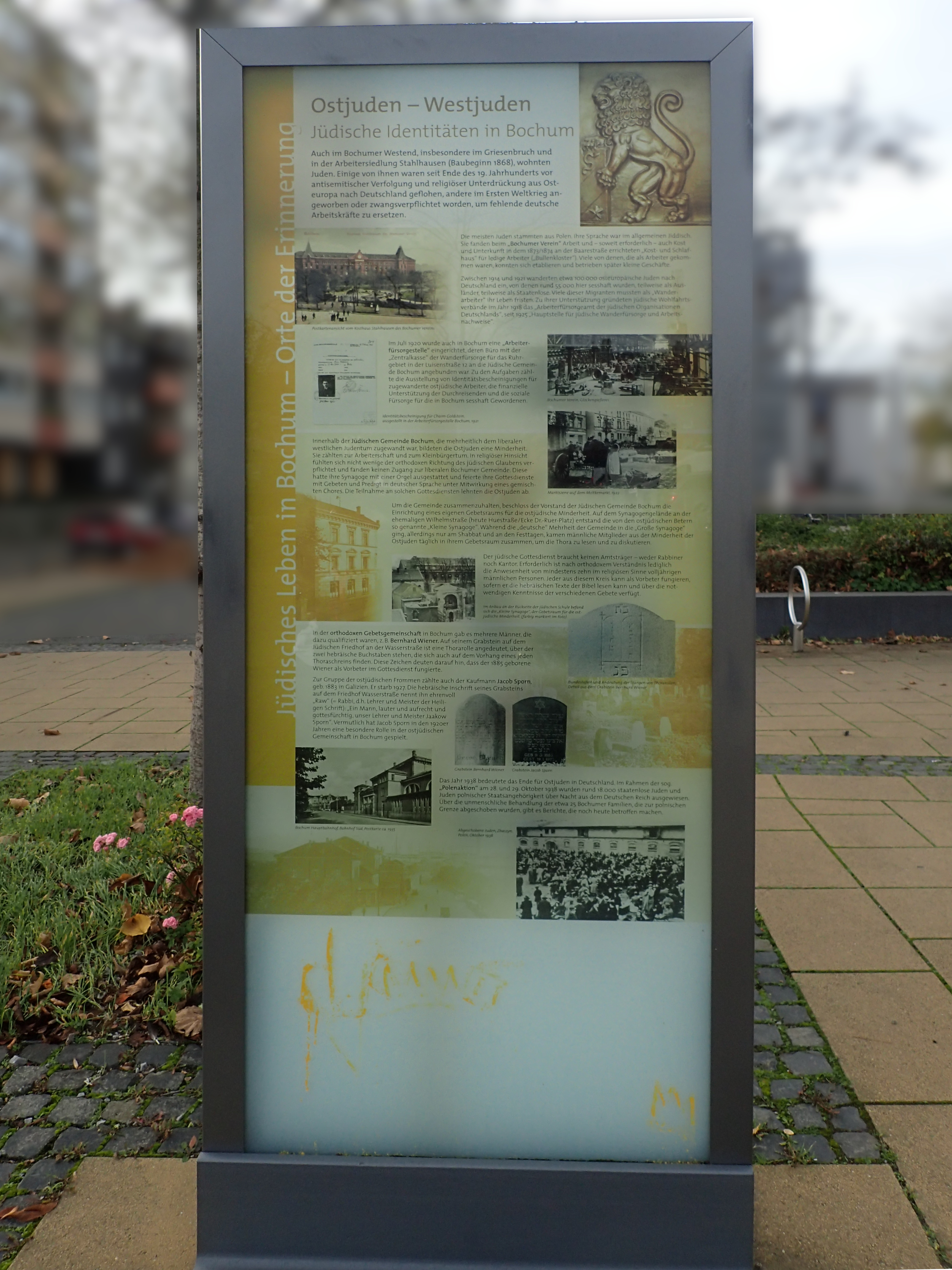
Stele Springerplatz

Die Stele am ehemaligen Moltkemarkt erinnert an das Schicksal der Juden, die am Markt und in den umliegenden Straßen des klassischen Bochumer Arbeiterviertels lebten. Die zweite Seite der Stele beleuchtet das Leben der sogenannten Ostjuden und Westjuden in der Stadt und die Ausweisung der Ostjuden 1938 während der Polenaktion. Die Stele wurde am 15. Dezember 2017 in Bochum-Stahlhausen (Springerplatz/Maxstraße, gegenüber der Seniorenwohnanlage Albert-Schmidt-Haus ()) aufgestellt.

### „Jüdisches GemeindezentrumundJüdische Kindertransporte aus Bochum“

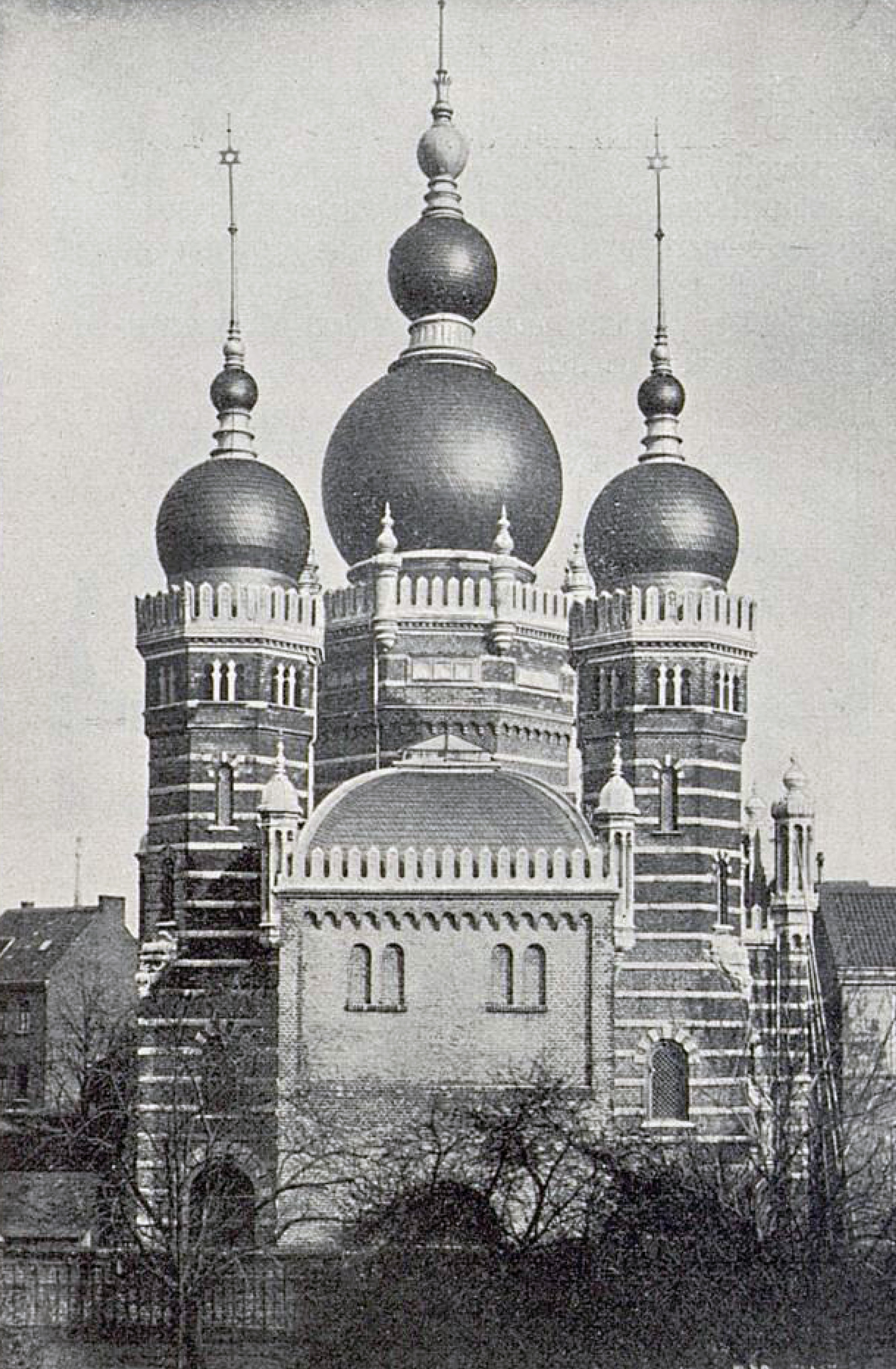
Synagoge um 1896
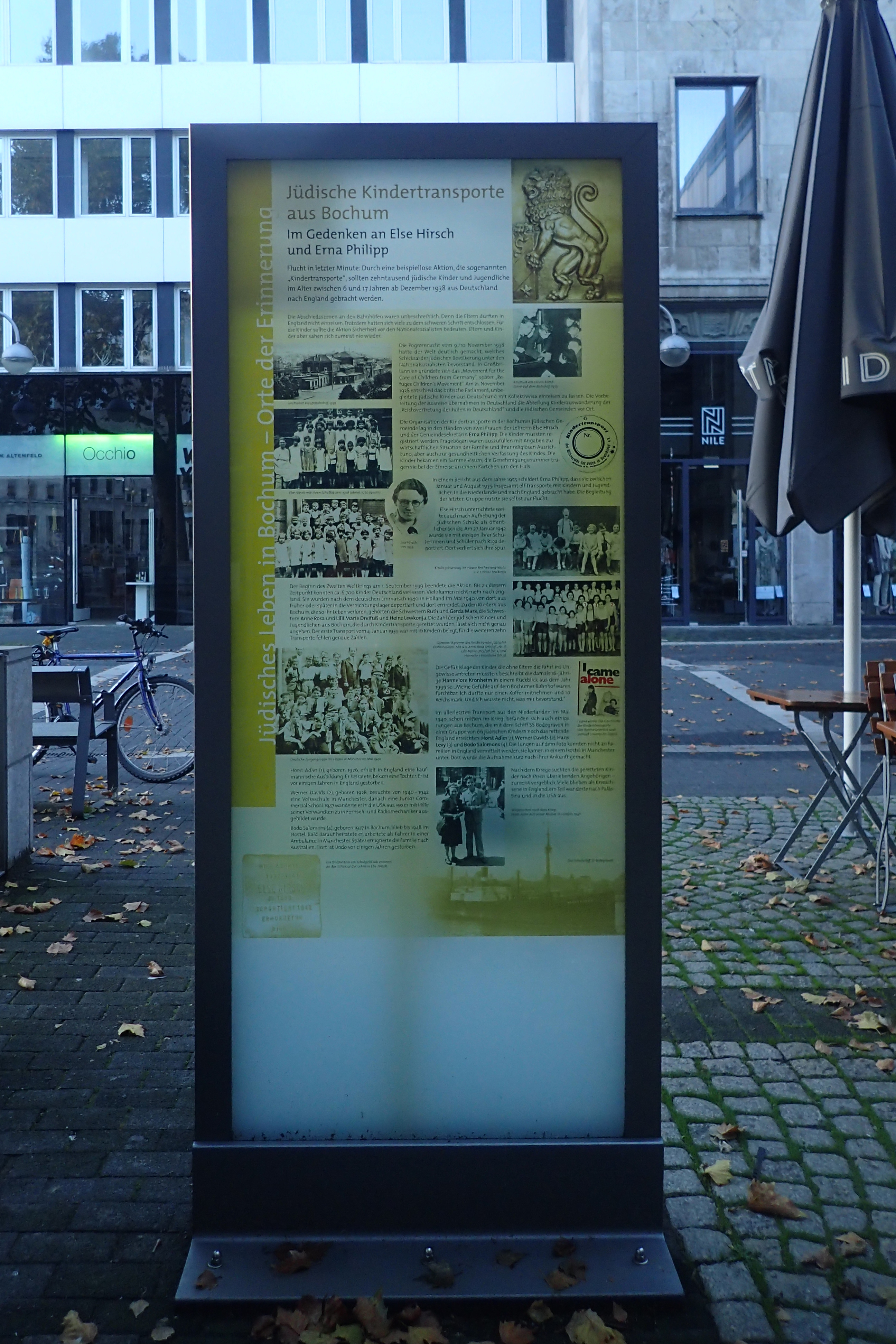
Huestraße 28 Stele 6
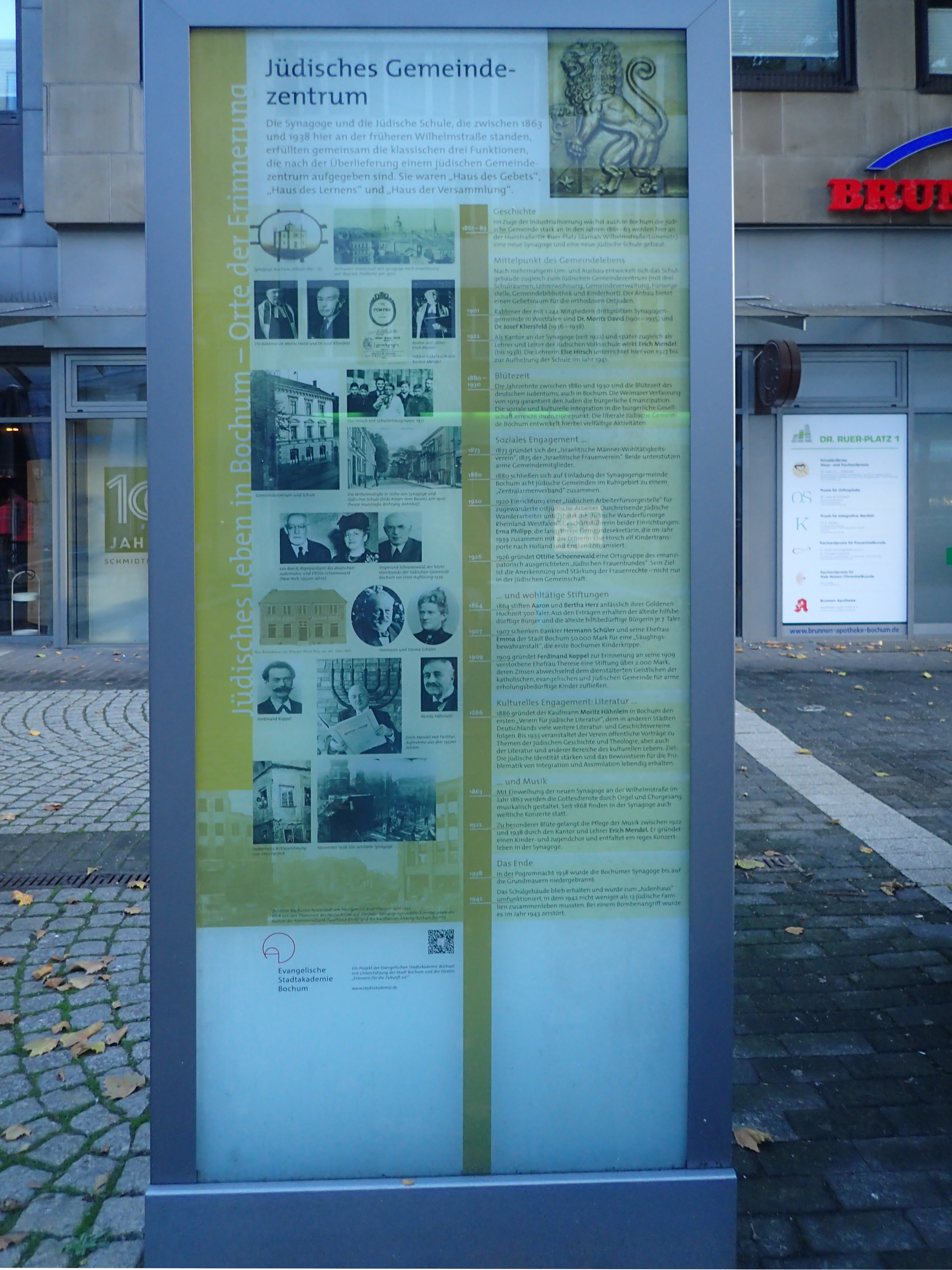
Huestraße 28 Stele 6

Die am 29. Mai 2017 aufgestellte Stele befindet sich in der Innenstadt an der früheren Wilhelmstraße 18 – heute Dr.-Ruer-Platz / Ecke Huestraße (), dem Standort der in der Reichspogromnacht zerstörten Alten Synagoge und der Jüdischen Schule von 1863 bis 1938 im Nachbargebäude Wilhelmstraße 16. Dort waren Moritz David und Josef Kliersfeld als Rabbiner tätig. Das Schulgebäude wurde zum „Judenhaus“ umfunktioniert und bei einem Bombenangriff im Jahr 1943 zerstört. Die Rückseite der Stele erinnert an die Kindertransporte jüdischer Kinder nach England. Sie wurden von der Gemeindesekretärin Erna Philipp und der Lehrerin Else Hirsch, die 1942 nach Riga deportiert wurde, organisiert.

### „Neubeginn der jüdischen Gemeinde Bochum nach 1945“

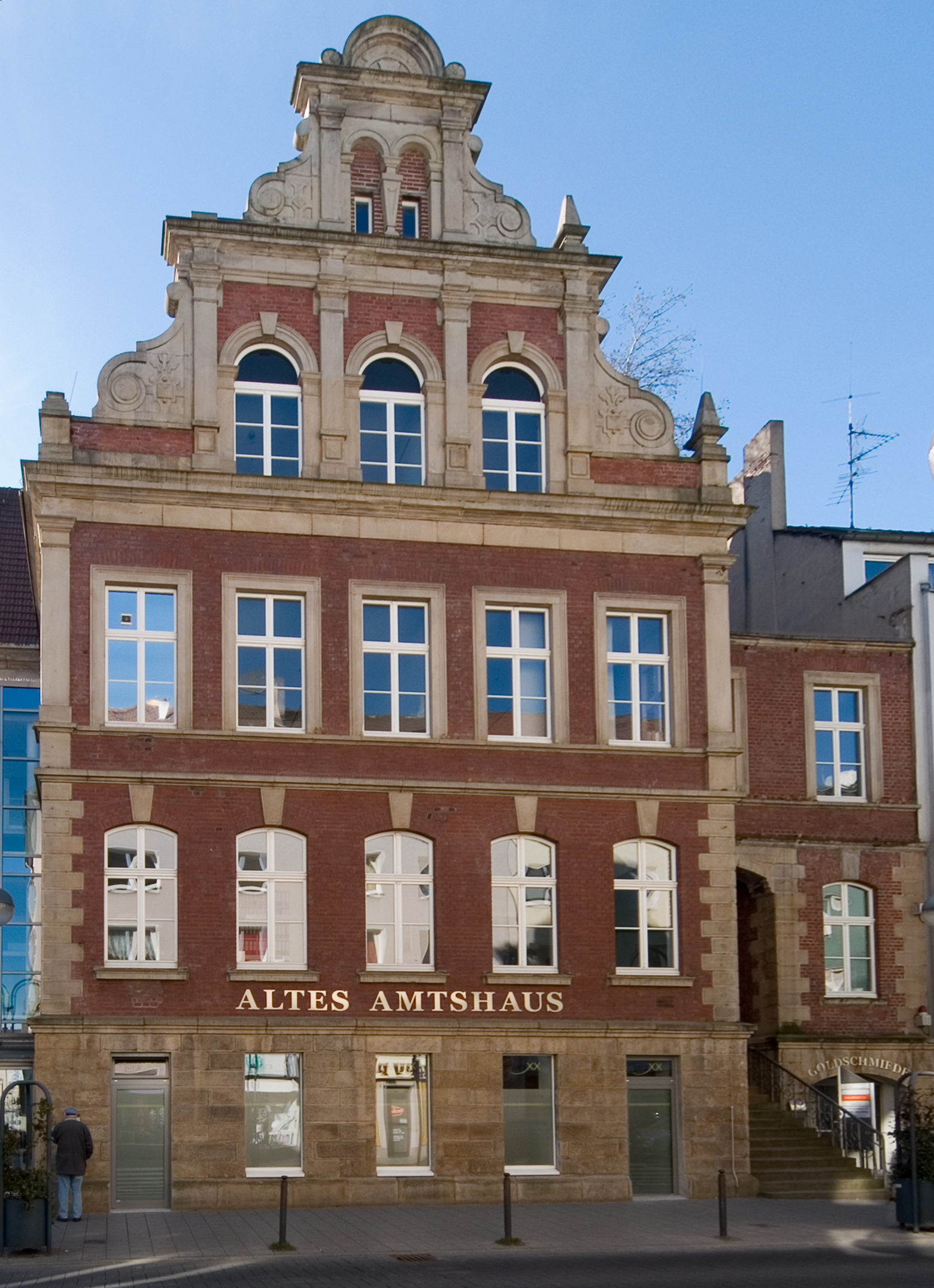
Altes Amtshaus
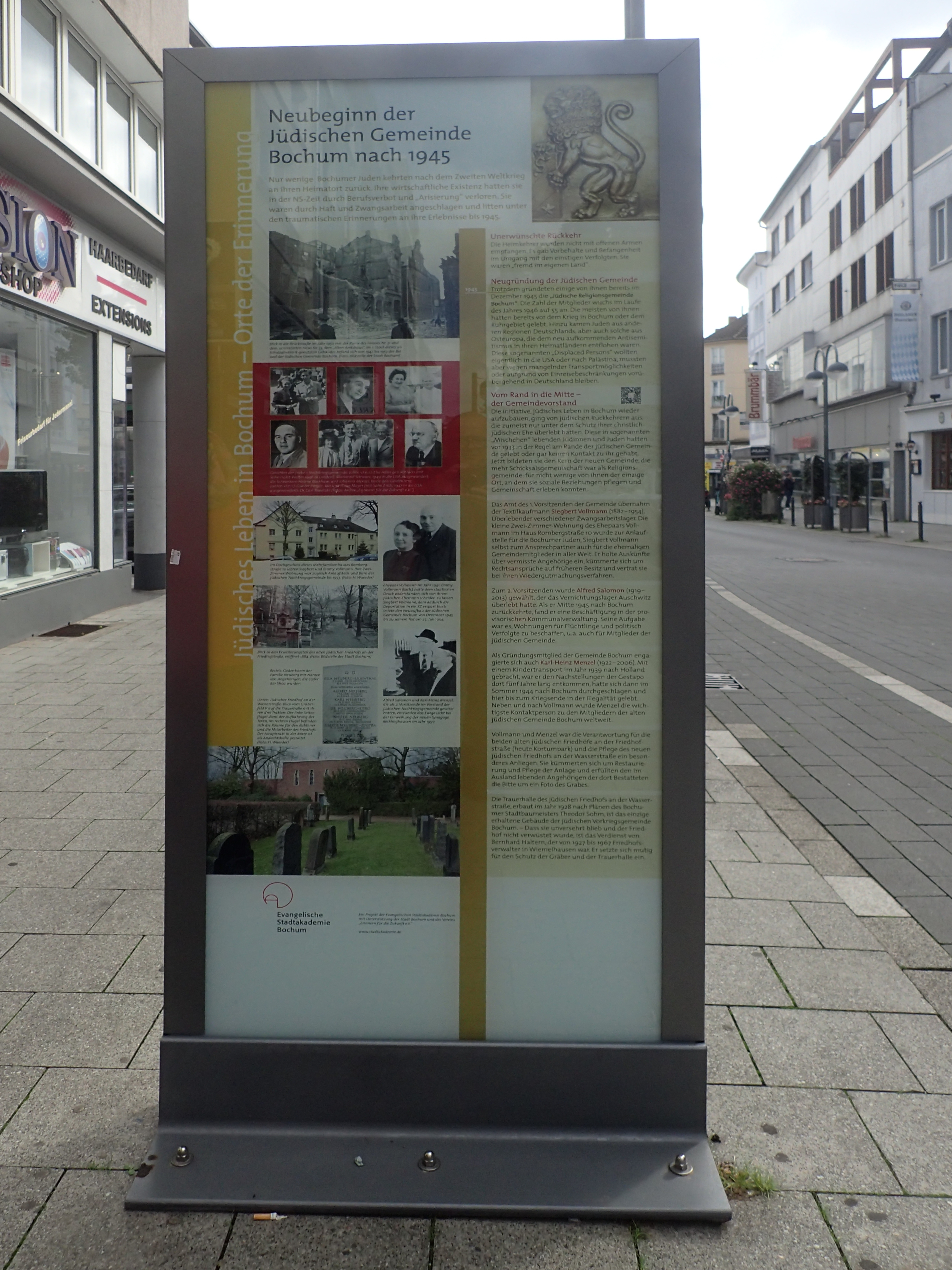
Brückstraße 34
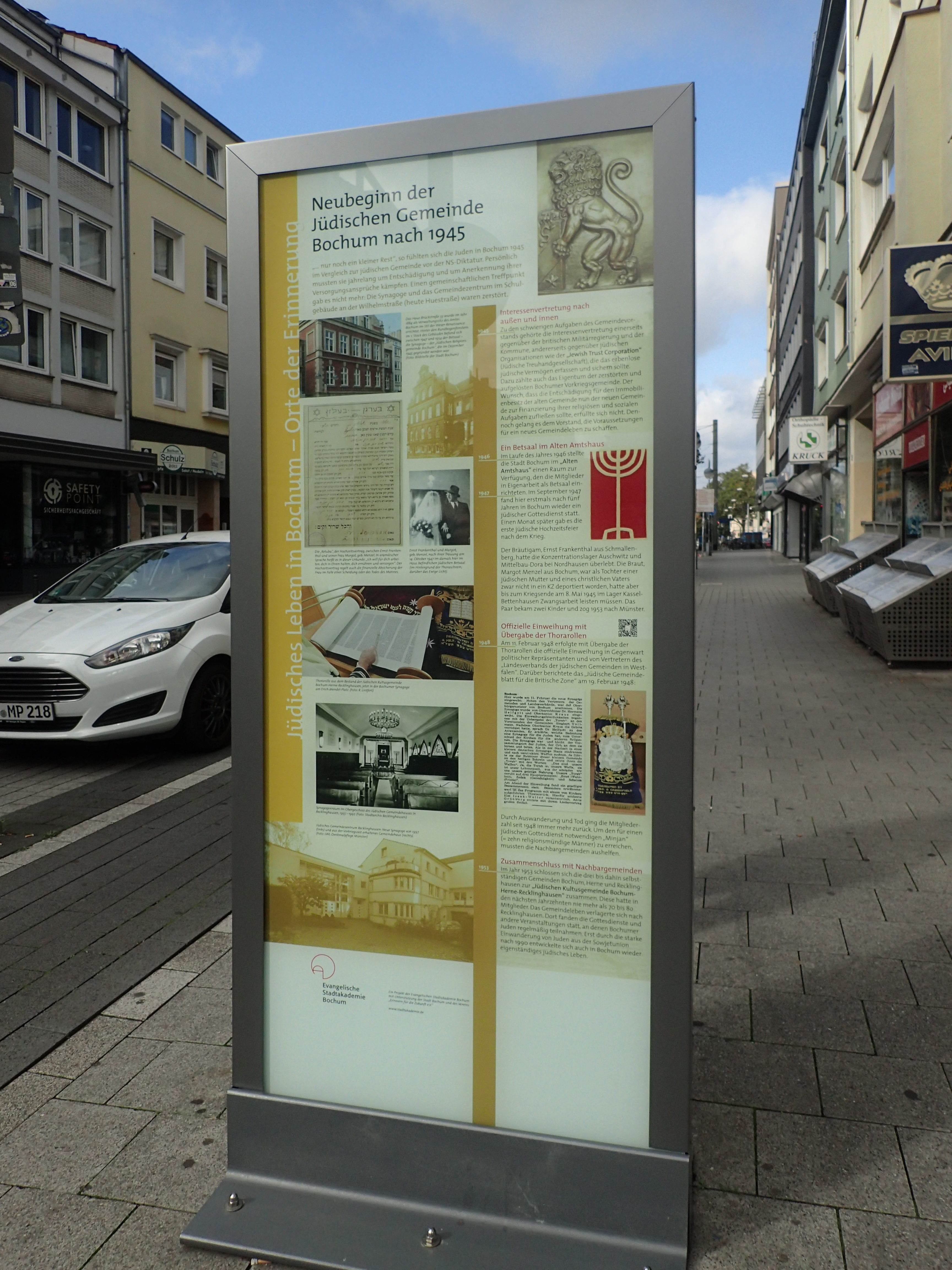
Brückstraße 34

Die Stele auf Höhe des Hauses Brückstraße 33 () gegenüber dem „Alten Amtshaus“ verweist auf den schrittweisen Neubeginn: Im Dezember 1945 wurde die „Jüdische Religionsgemeinde Bochum“ gegründet und 1946 konnte ein Raum im „Alten Amtshaus“ als Betsaal eingerichtet werden, in dem im September 1947 erstmals wieder ein jüdischer Gottesdienst stattfand. Die Stele wurde am 14. März 2019 eingeweiht.

### „Geschichte des Bochumer Nordbahnhofs - Der Nordbahnhof als Ort von Deportation und die Vernichtung der jüdischen Gemeinde Bochum“

Nordbahnhof
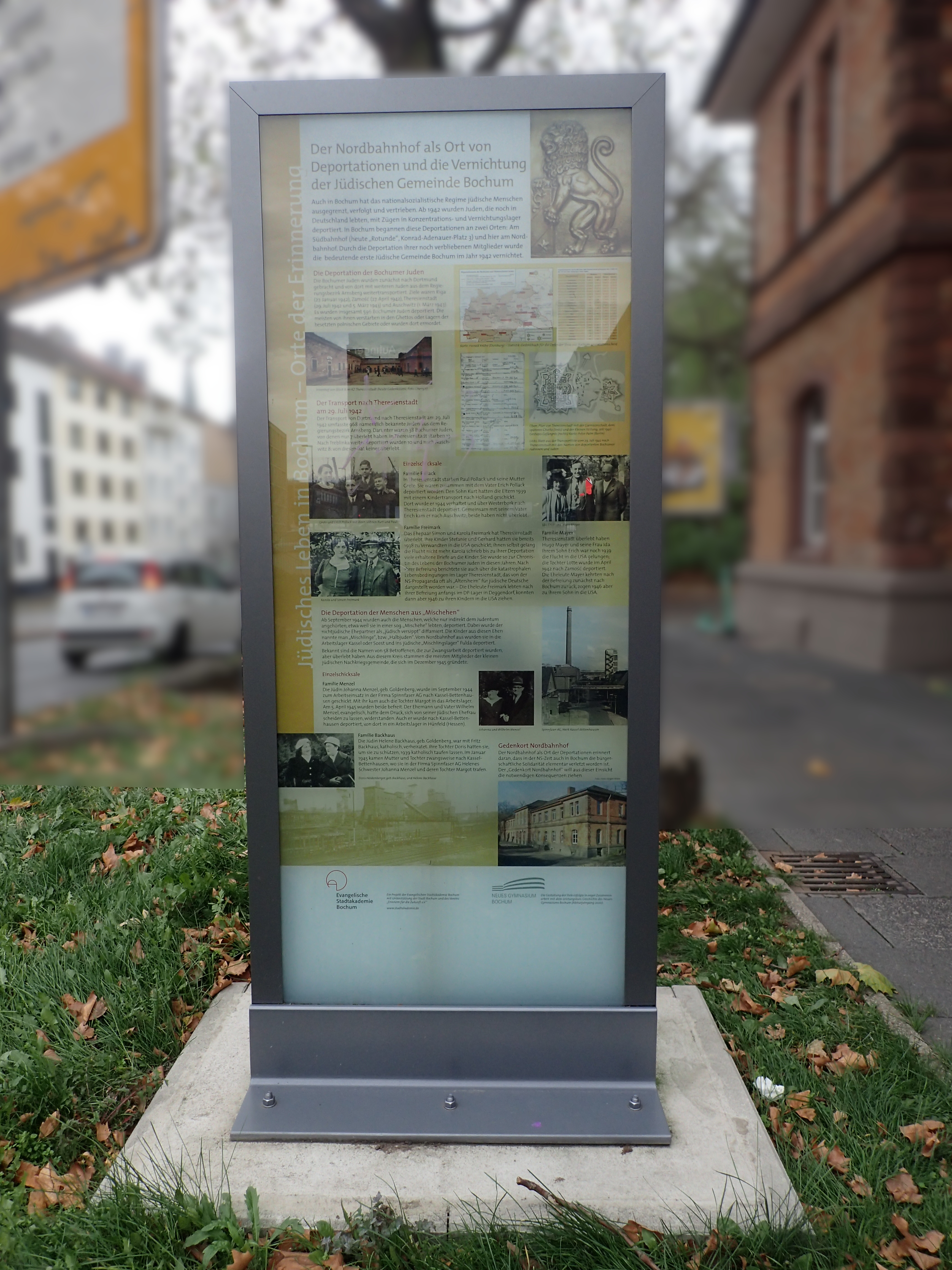
Stele Nordbahnhof
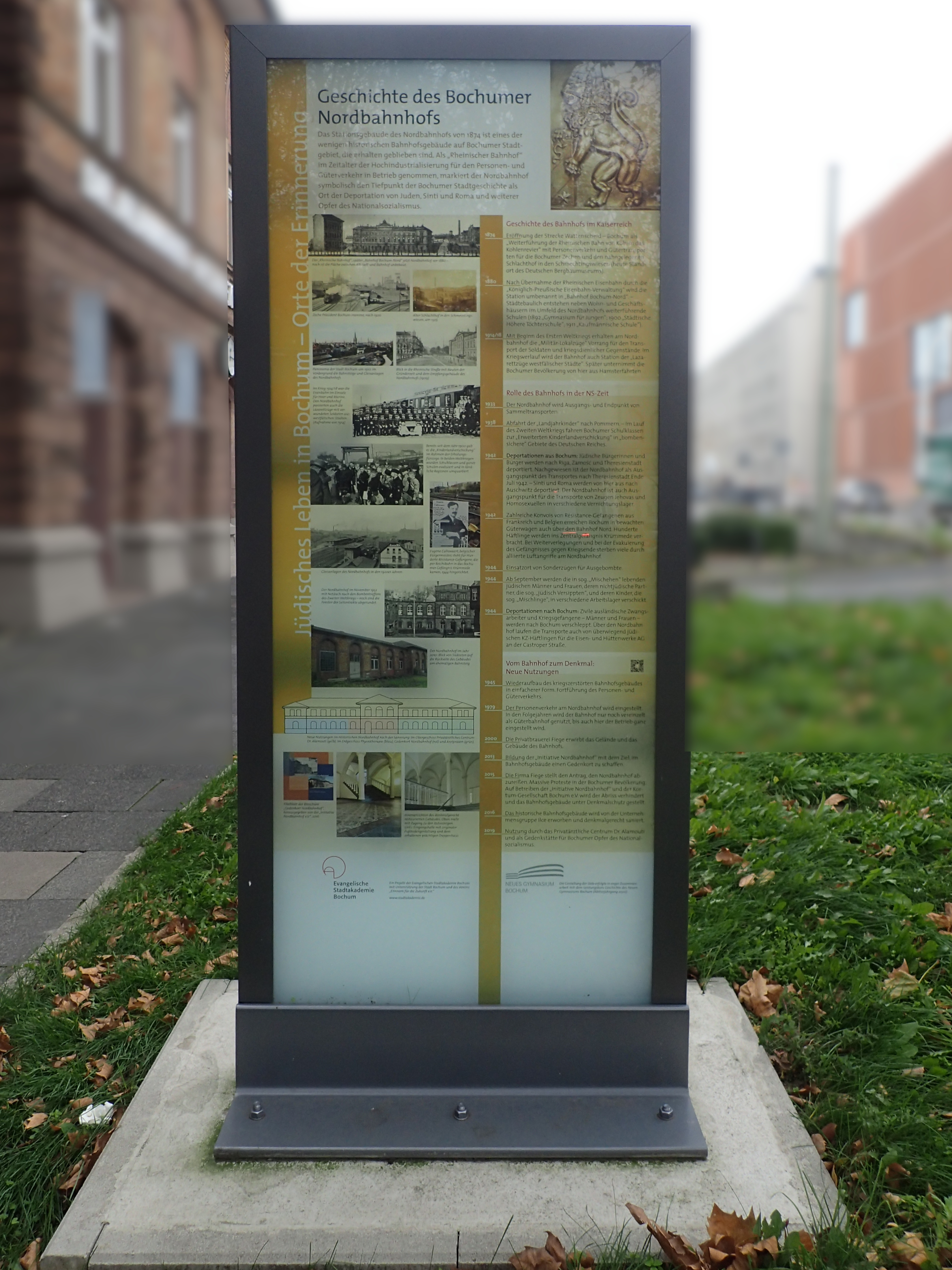
Stele Nordbahnhof

Die in der Innenstadt am 17. Juni 2020 aufgestellte Stele am Bahnhof Bochum Nord, Ostring 15 (), ist den Bochumer Juden, Sinti, Roma und weiteren Opfern des Nationalsozialismus gewidmet, die ab 1942 in Konzentrations- und Vernichtungslager deportiert wurden. Die Vorderseite der Stele informiert über die Geschichte des Bahnhofs bis 1945, die Rückseite über die Nutzung nach diesem Jahr und die Bemühungen zur Schaffung einer künftigen Gedenkstätte im Bahnhofsgebäude.

### „Jüdische Kaufleute in Bochum – ÜberblickundJüdische Kaufleute in der Bochumer Innenstadt – Vertreibung und Flucht“

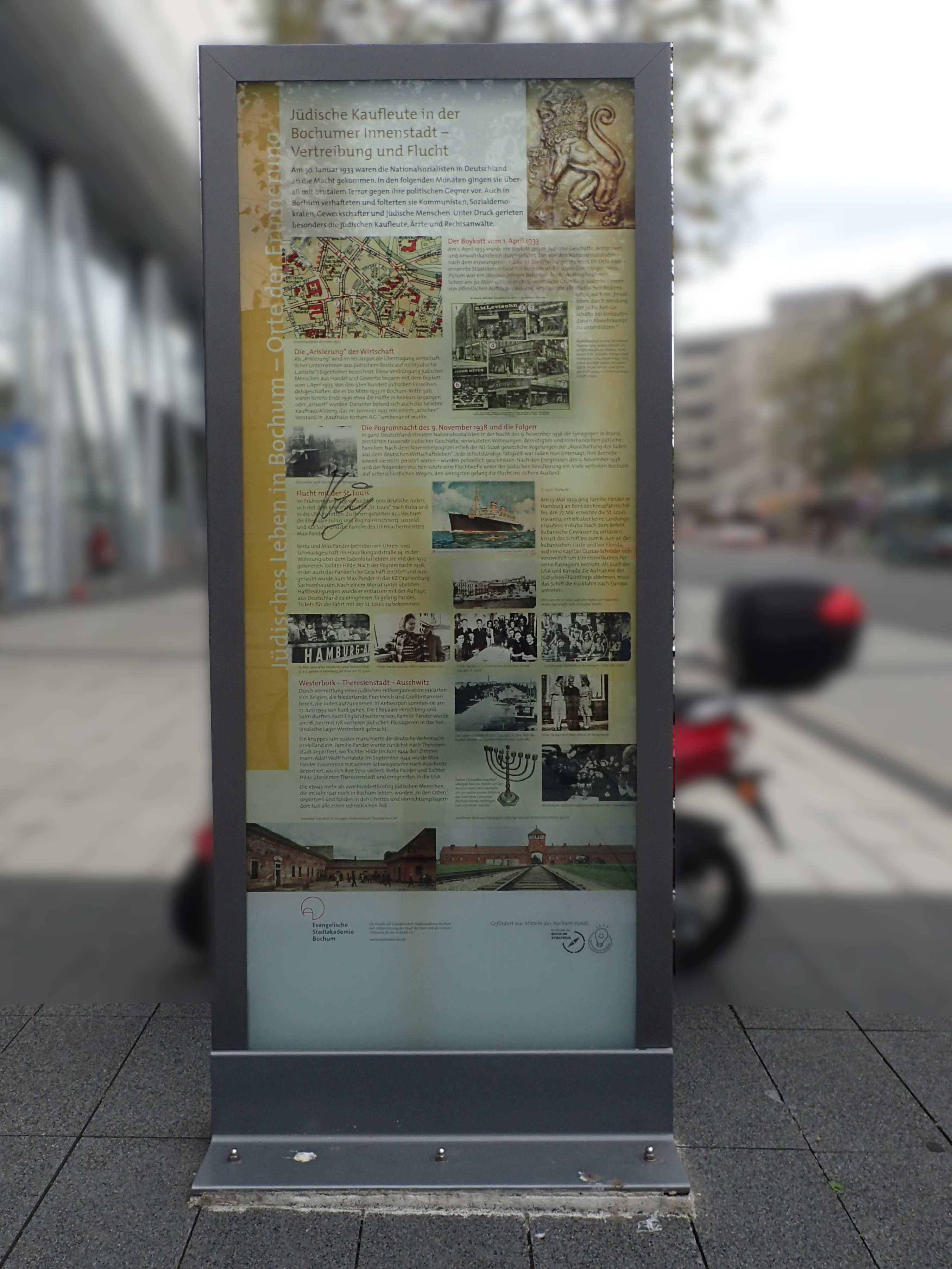
Stele Massenbergstraße
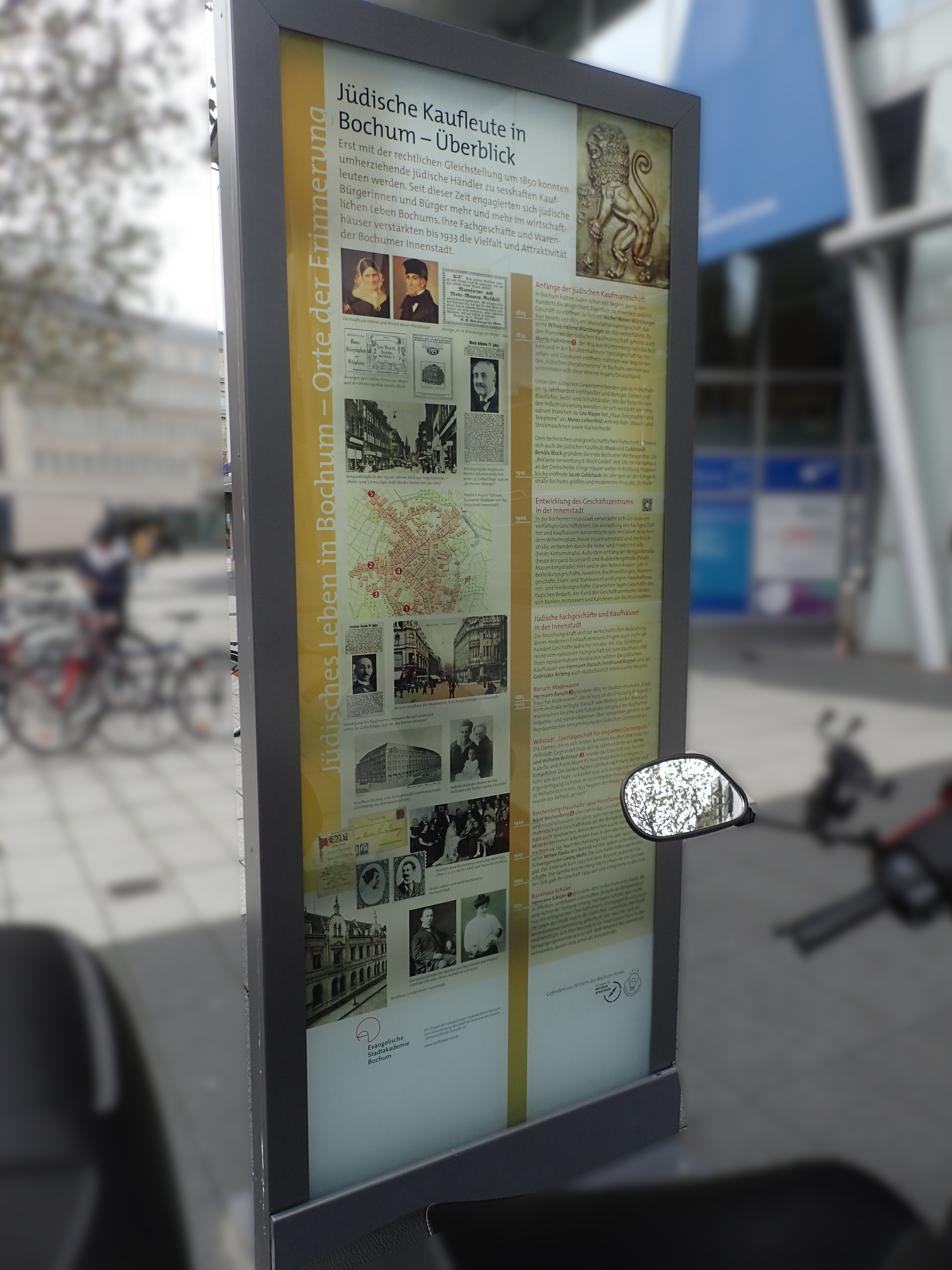
Stele Massenbergstraße

Die am 21. Juni 2021 eingeweihte Stele an der Drehscheibe, Höhe Massenbergstraße 9–13 (), erinnert an die Geschichte der jüdischen Kaufmannschaft am Beispiel ausgewählter Persönlichkeiten. Auf der zweiten Seite werden ihre Verfolgung, Deportation und Fluchtversuche dargestellt, beispielhaft am Schicksal des Uhrmachermeisters Max Pander und seiner Familie, die 1939 vergeblich per Schiff, der St. Louis, nach Kuba zu entkommen versuchten.

### „Jüdischer Sport in Bochum“

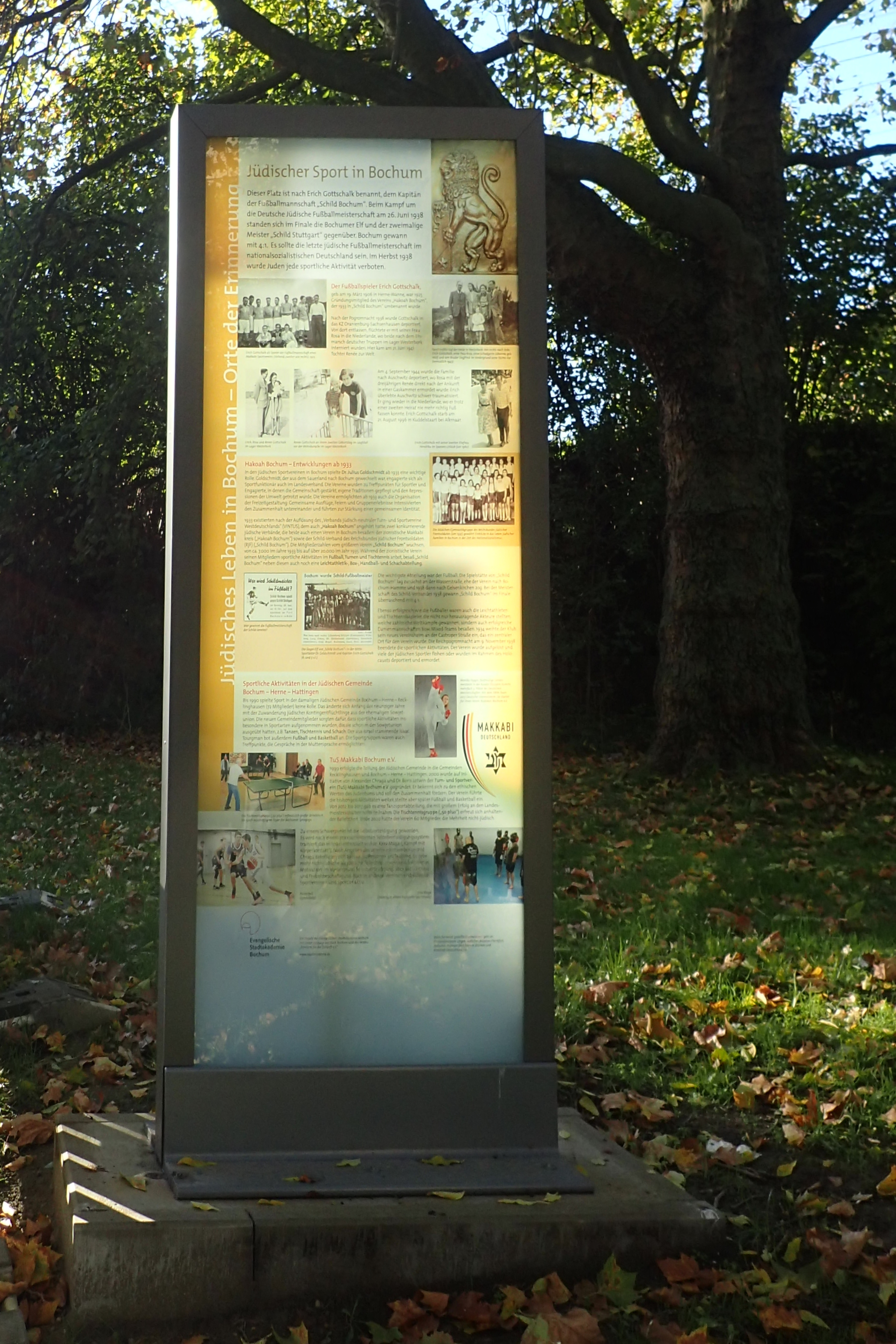
Erich-Gottschalk-Platz
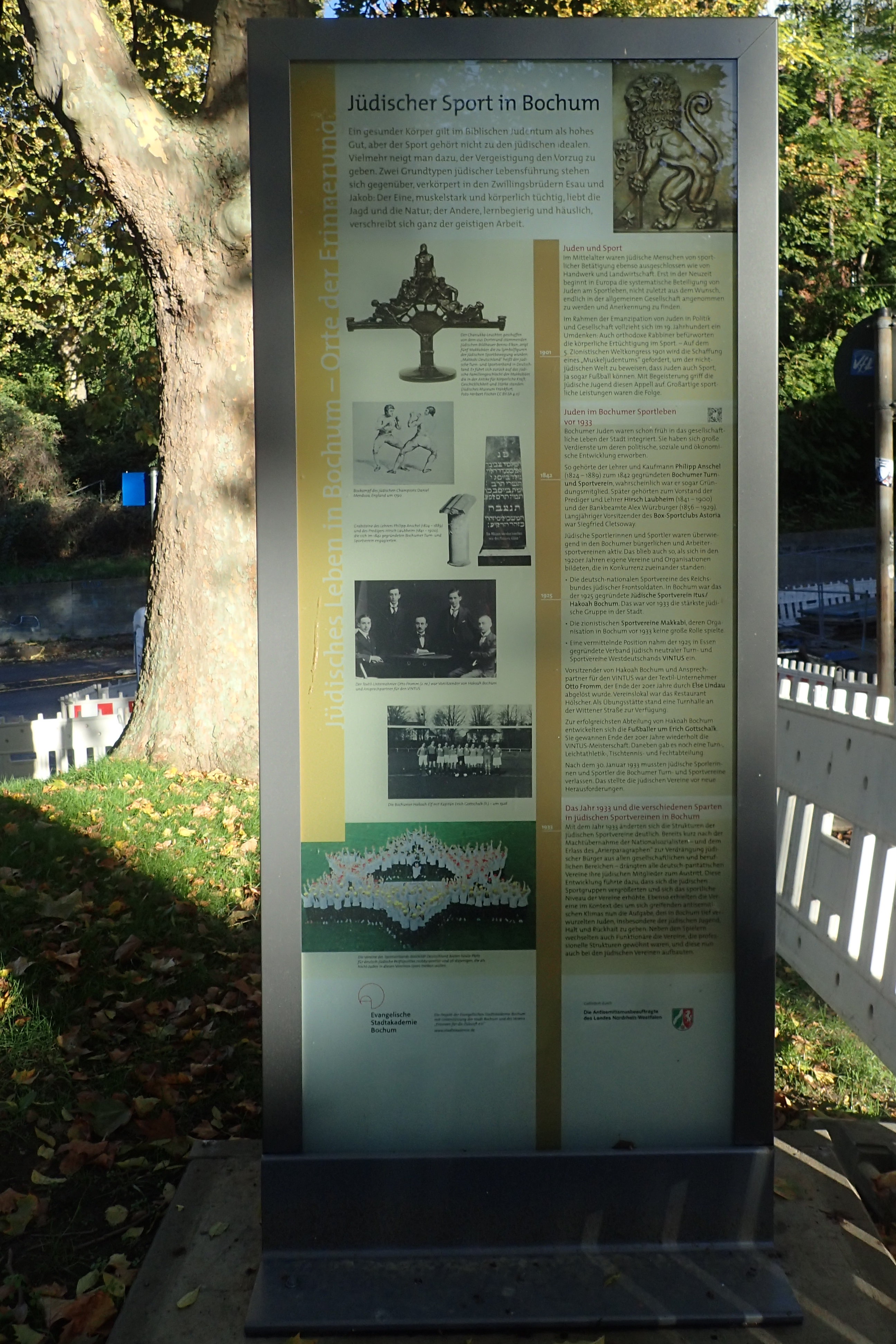
Erich-Gottschalk-Platz
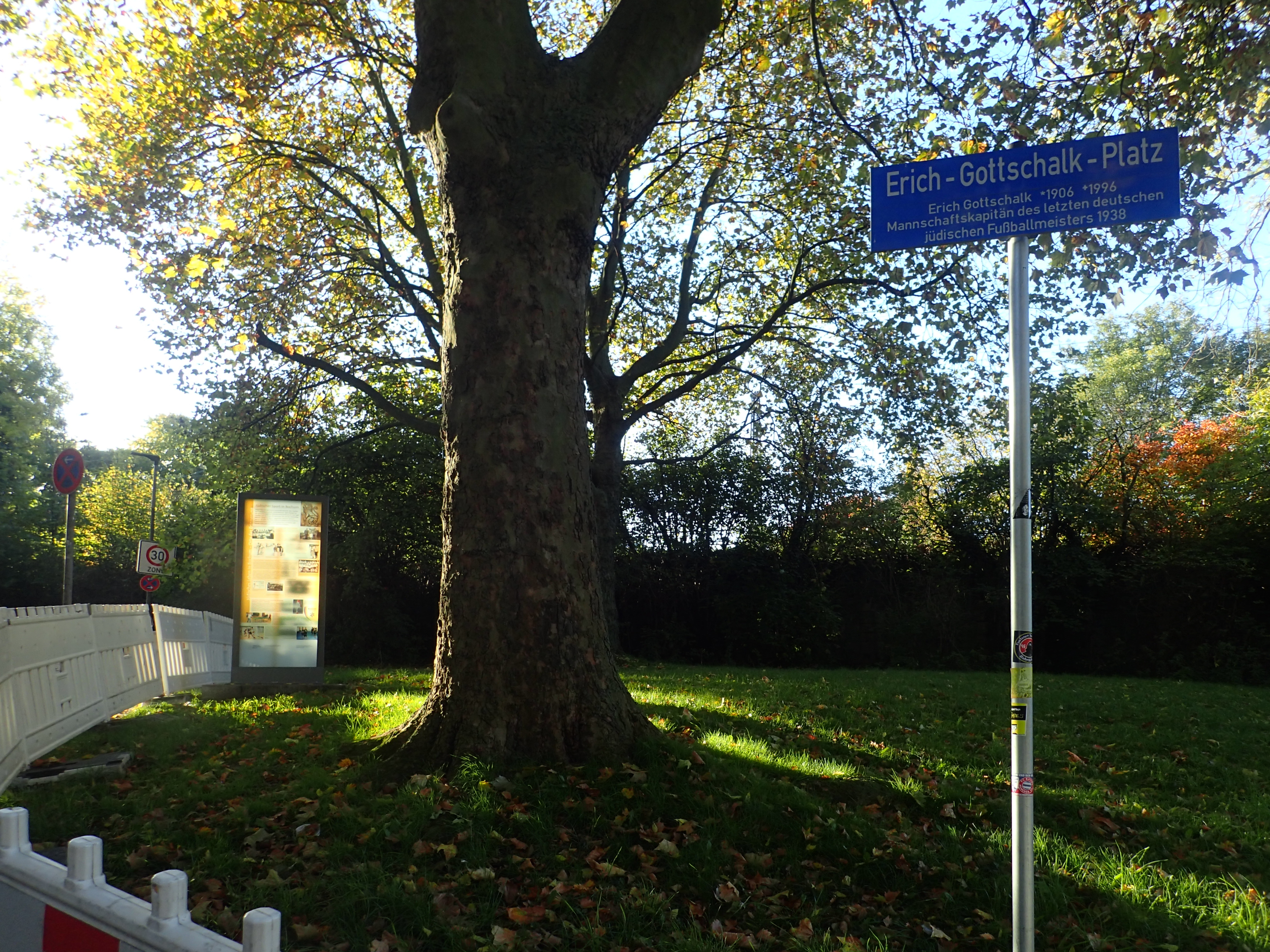
Erich-Gottschalk-Platz

Die Stele in der Innenstadt stellt die Geschichte der jüdischen Sportvereine, wie des Reichsbunds jüdischer Frontsoldaten, Makkabi oder Vintus, und der Juden im Bochumer Sportleben vor und nach 1933 dar. Sie steht auf dem Erich-Gottschalk-Platz (), Castroper Straße / Ecke Blumenstraße, an dem sich seit 1934 das jüdische Sport- und Jugendheim befand. Benannt ist der Platz nach dem jüdischen Fußball-Kapitän Erich Gottschalk. Auf der zweiten Seite wird dessen Lebensgeschichte nachvollzogen und die Geschichte seines Vereins Hakoah Bochum ab 1933. Abschließend werden die heutigen sportlichen Aktivitäten in der Jüdischen Gemeinde Bochum – Herne – Hattingen dargestellt. An der Einweihungsfeier am 31. August 2022 nahmen unter anderem Sabine Leutheusser-Schnarrenberger und der ehemalige Leiter der Stadtakademie, Manfred Keller, teil.

### „Jüdische Einwanderer aus der ehemaligen SowjetunionundNeues jüdisches Leben im Gemeindezentrum Laer“

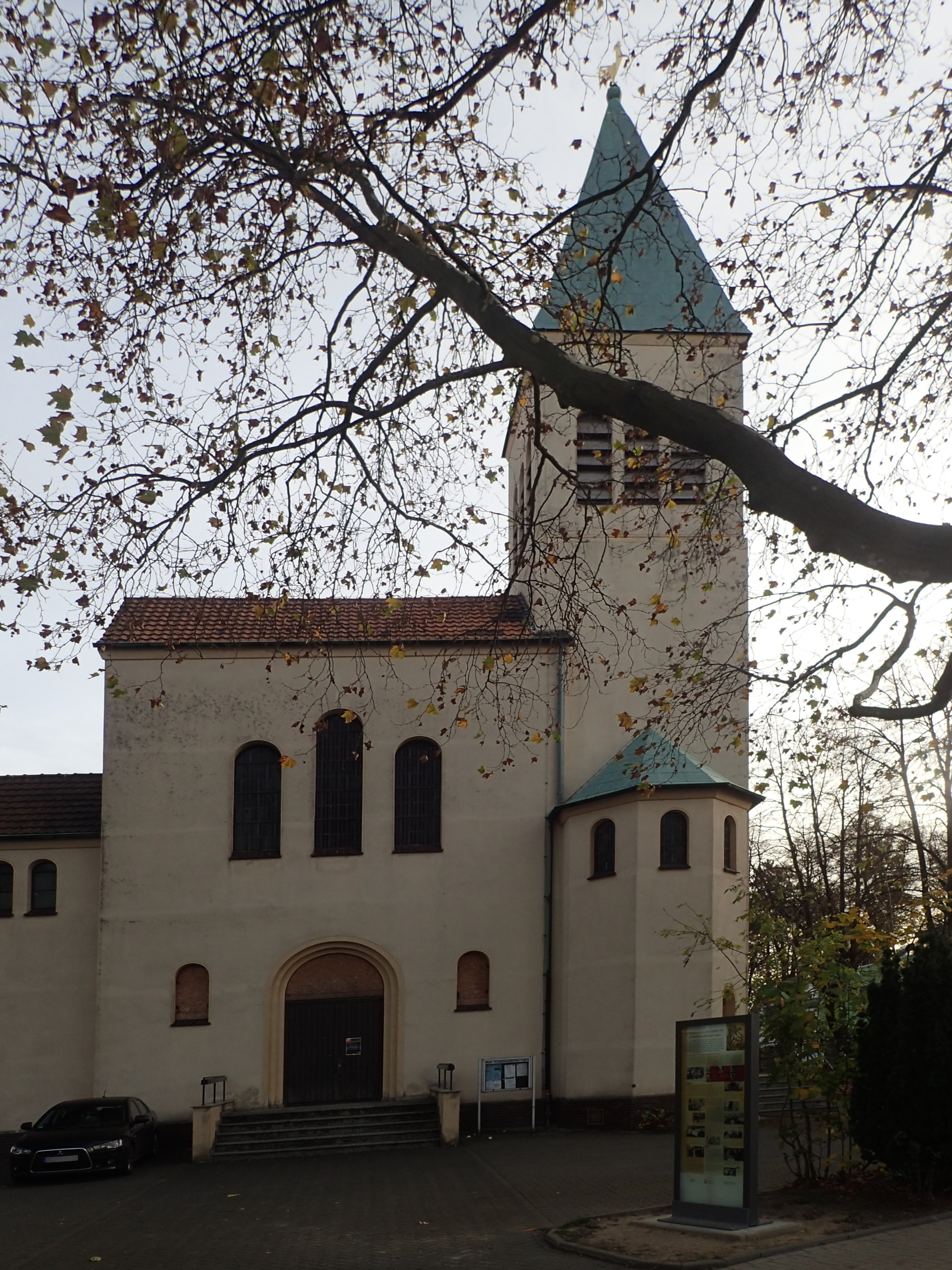
Stele Alte Wittener Straße
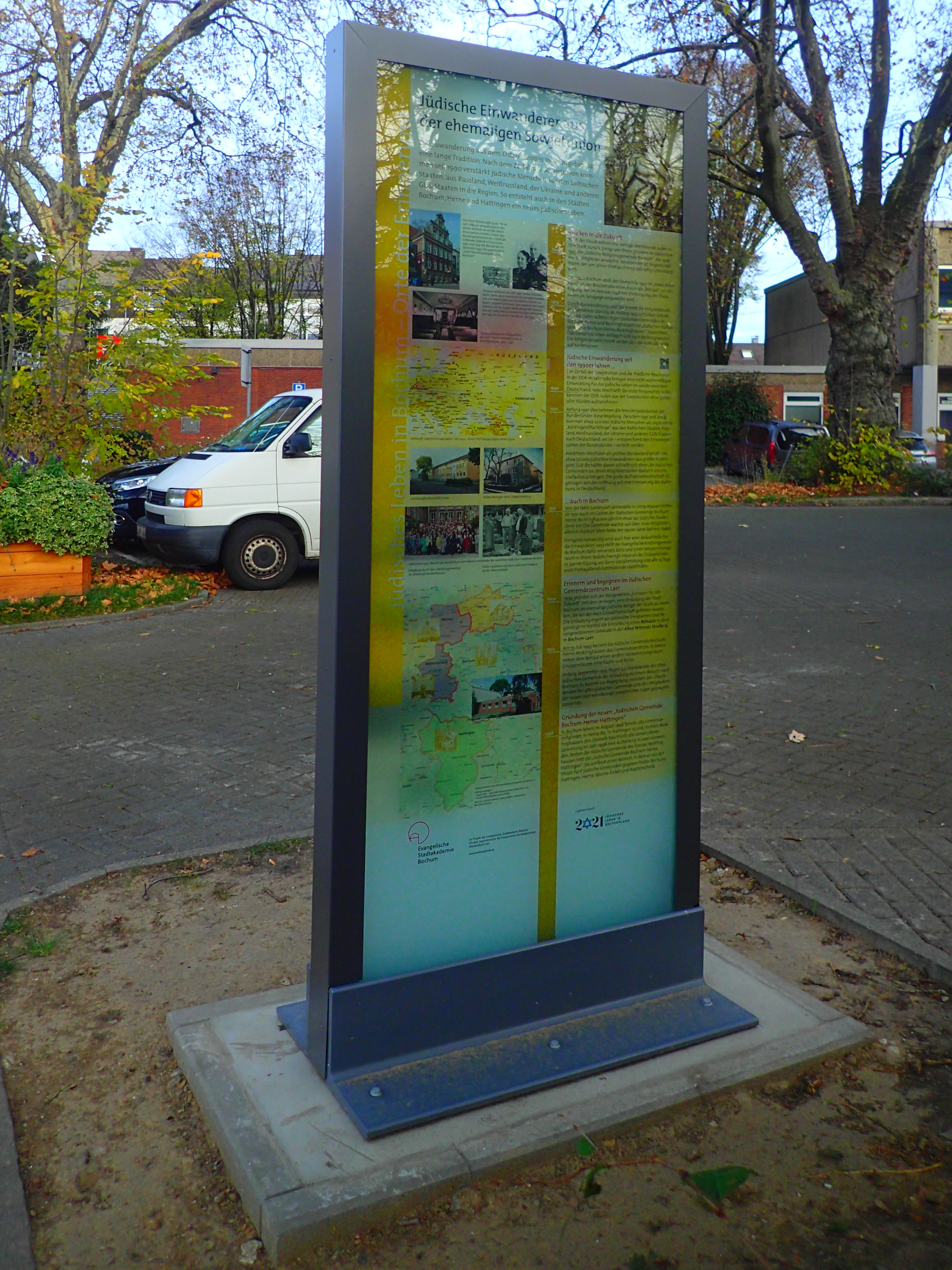
Stele Alte Wittener Straße
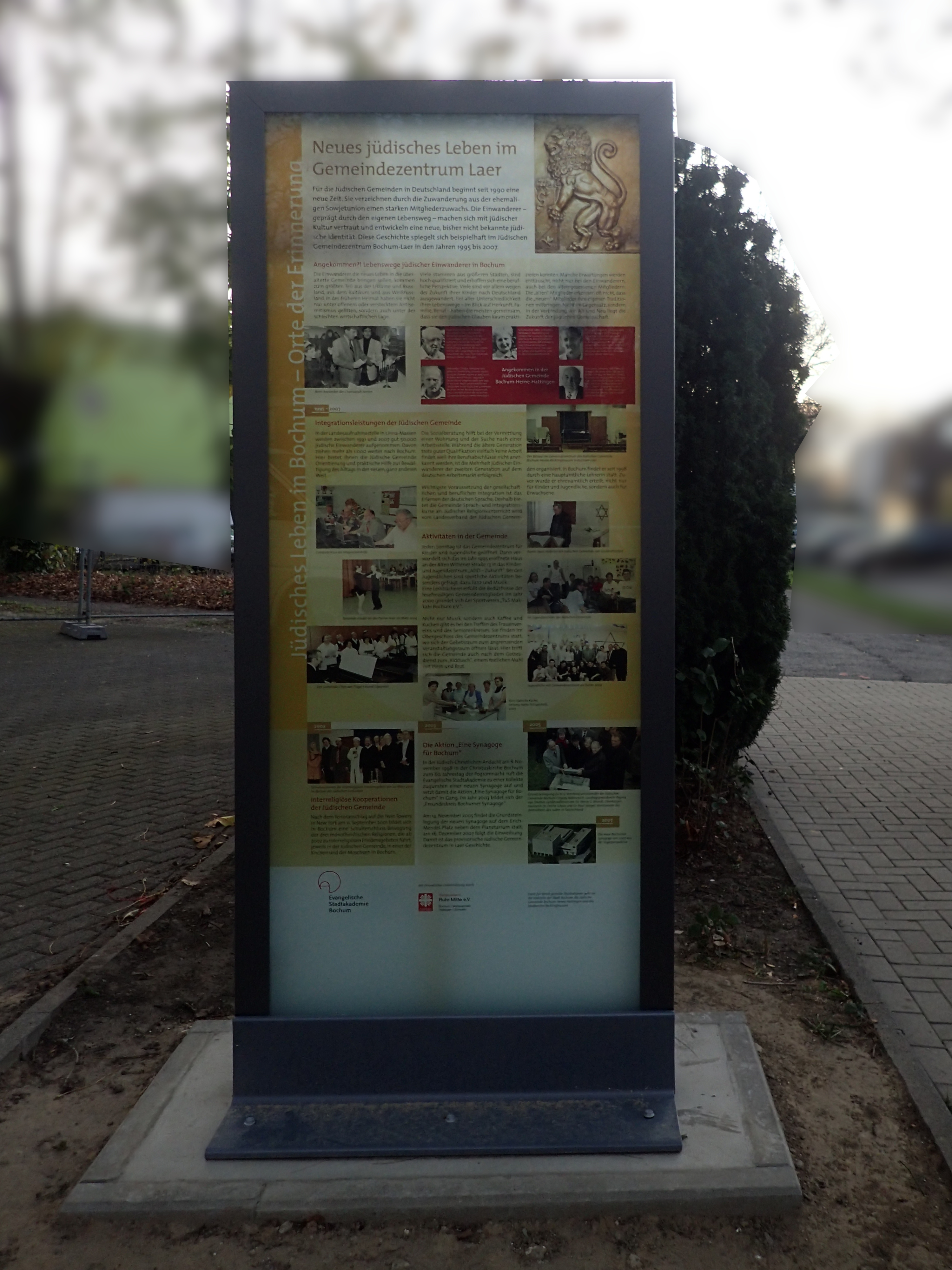
Stele Alte Wittener Straße

Die am 18. Oktober 2022 eingeweihte Stele an der Alten Wittener Straße 27 () in Bochum-Laer thematisiert den Aufschwung der jüdischen Gemeinde durch die Einwanderung von Juden aus Osteuropa nach dem Zerfall der Sowjetunion in den 1990er Jahren, Kontingentflüchtlinge, und die Schaffung eines Gemeindezentrums mit Betsaal in der Alten Wittener Straße 13, das von 1995 bis zur Einweihung der Neuen Bochumer Synagoge 2007 am Erich-Mendel-Platz bestand. Die Texte recherchierten Jugendliche der „Offenen Tür Laer“ unter Leitung von Stephan Kosel, gemeinsam mit der AG Stelenweg und unter Anleitung von Manfred Keller und dem Historiker Hubert Schneider. Bei der Einweihungsfeier sprachen unter anderem Bezirksbürgermeister Dirk Meyer, Carina Gödecke und der ehemalige Leiter der Stadtakademie, Manfred Keller.

### „Jüdisches Leben in Wattenscheid“

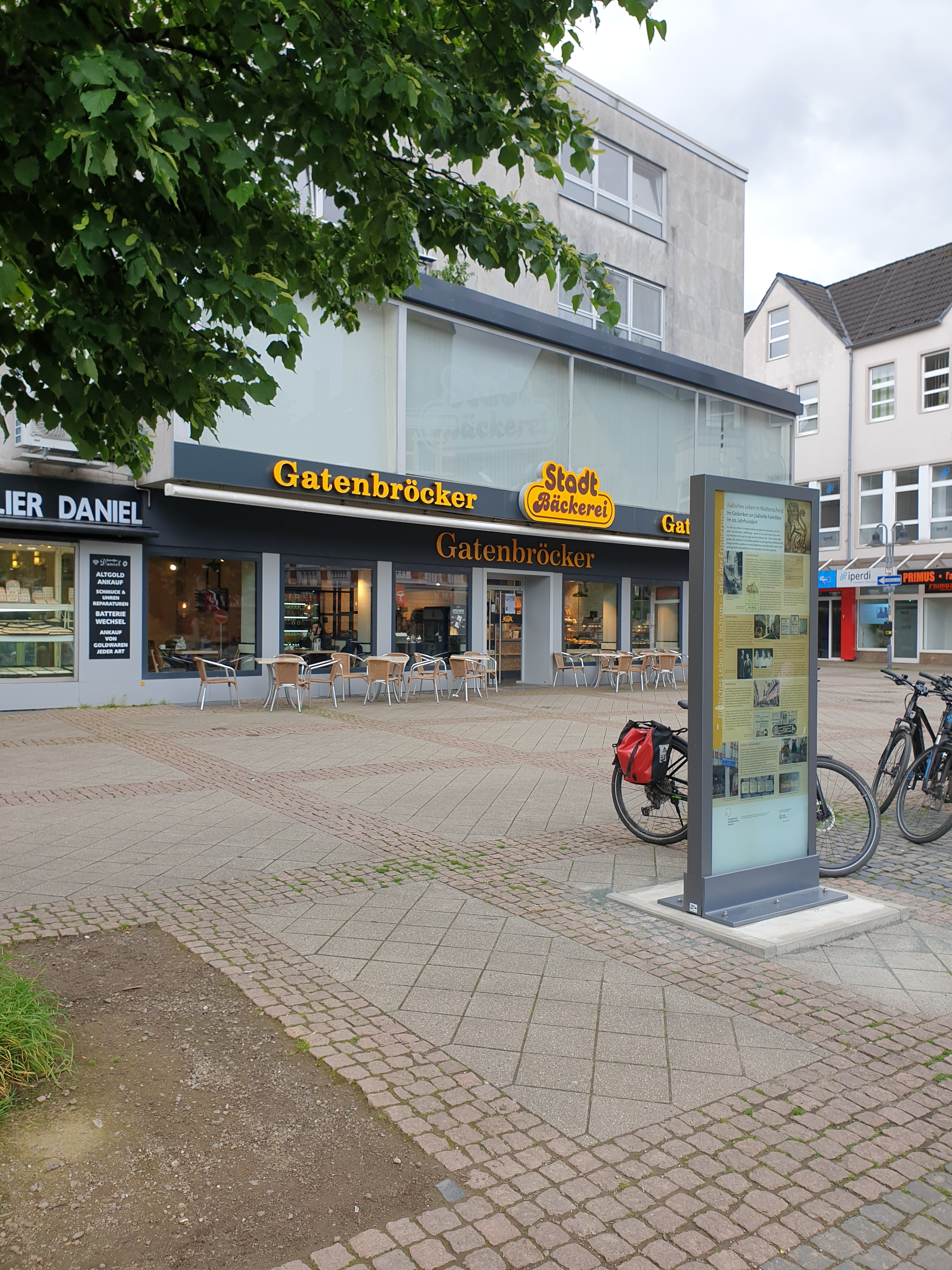
Stele Alter Markt
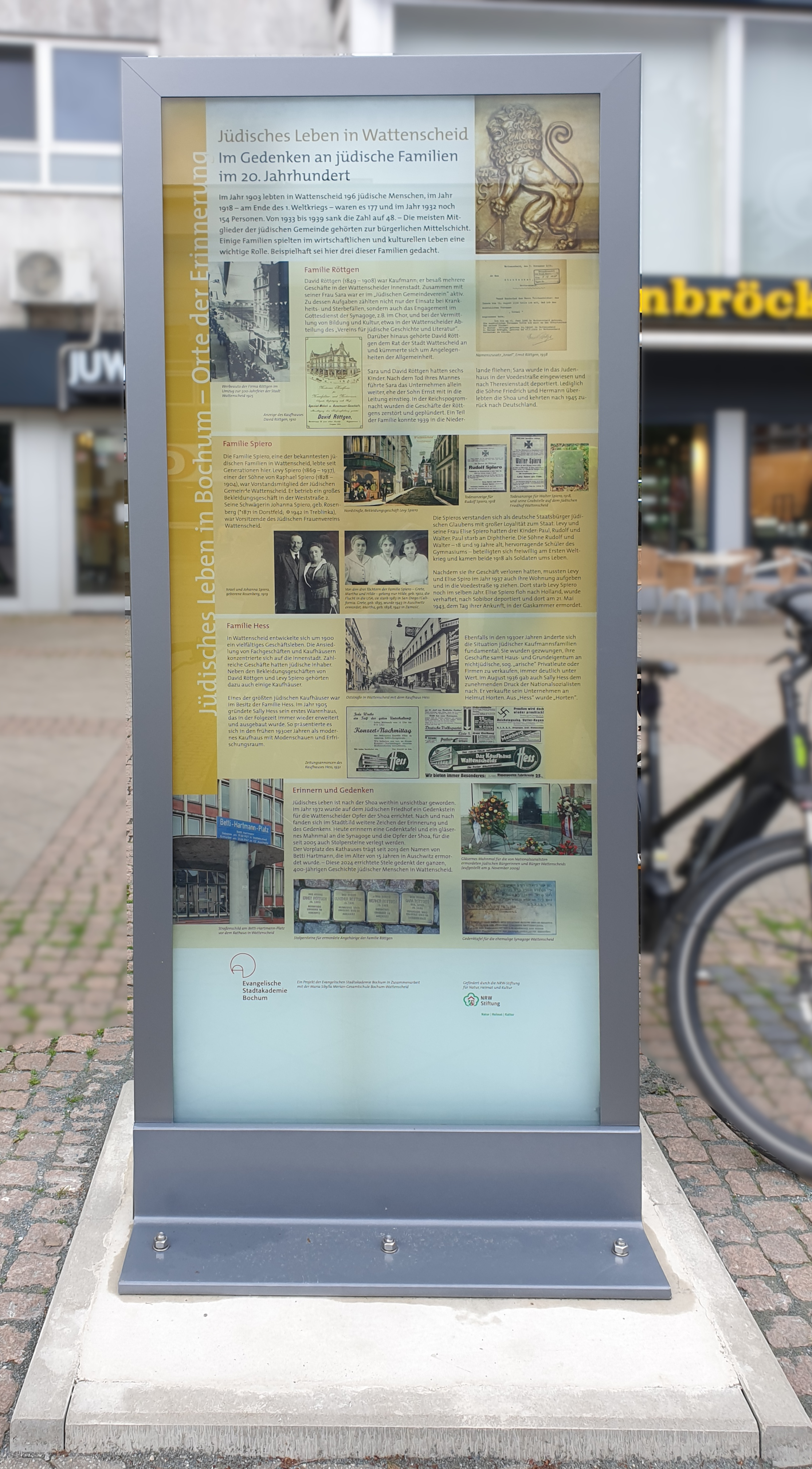
Stele Alter Markt
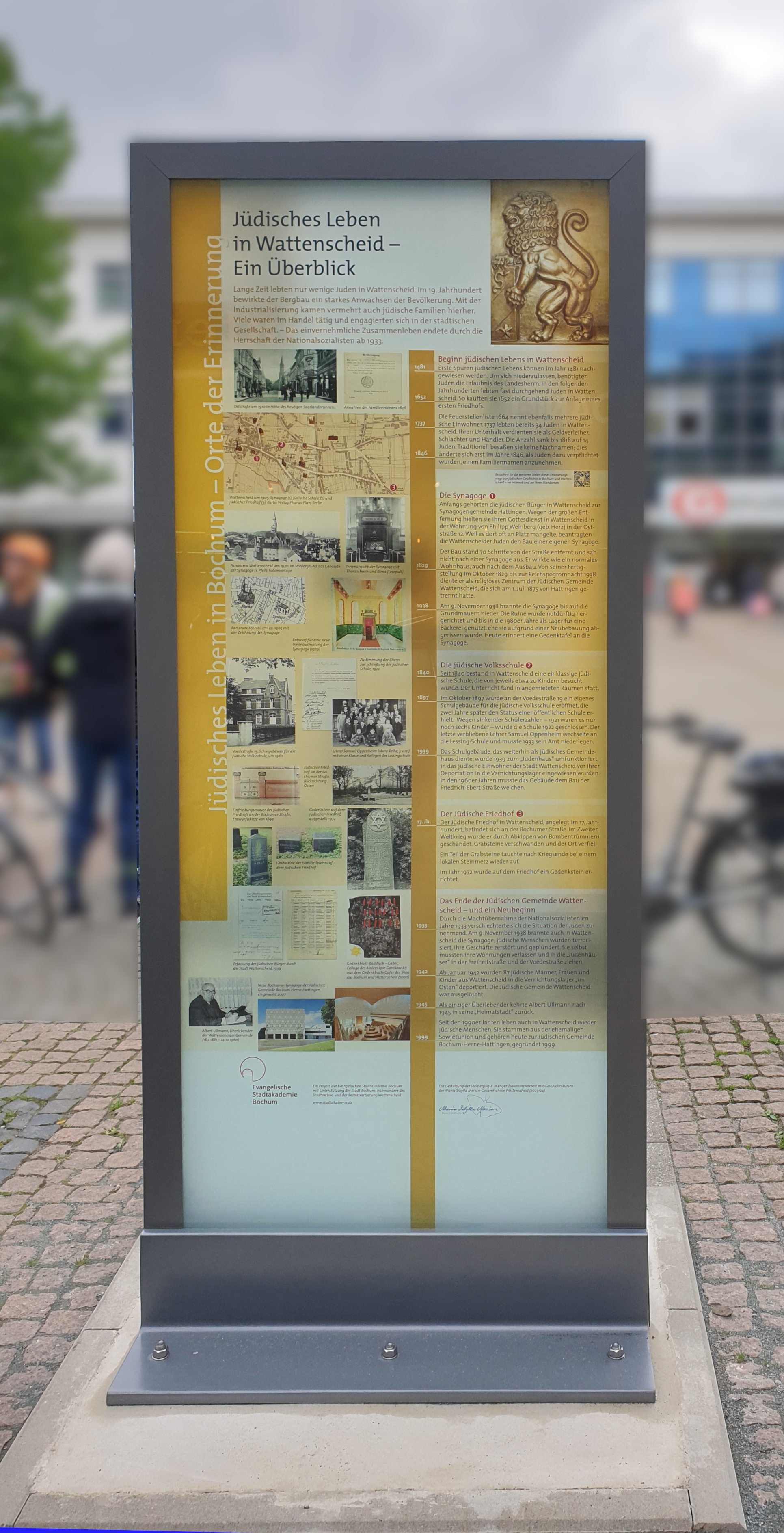
Stele Alter Markt

Die von Schülerinnen und Schülern der Wattenscheider Maria Sybilla Merian-Gesamtschule gestaltete Stele zu jüdischem Leben in Wattenscheid wurde am 2. Mai 2024 auf dem Alten Markt in der Innenstadt von Wattenscheid () eingeweiht. Auf einer Seite der Stele werden als frühere jüdische Einrichtungen die ehemalige Synagoge, die jüdische Schule und der jüdische Friedhof in Wattenscheid dargestellt. Auf der zweiten Seite wird als Beispiel für jüdisches Leben vor der NS-Zeit in Wattenscheid der Werdegang von drei jüdischen Kaufmannsfamilien nachvollzogen.

### „Jüdisches Leben in Linden“

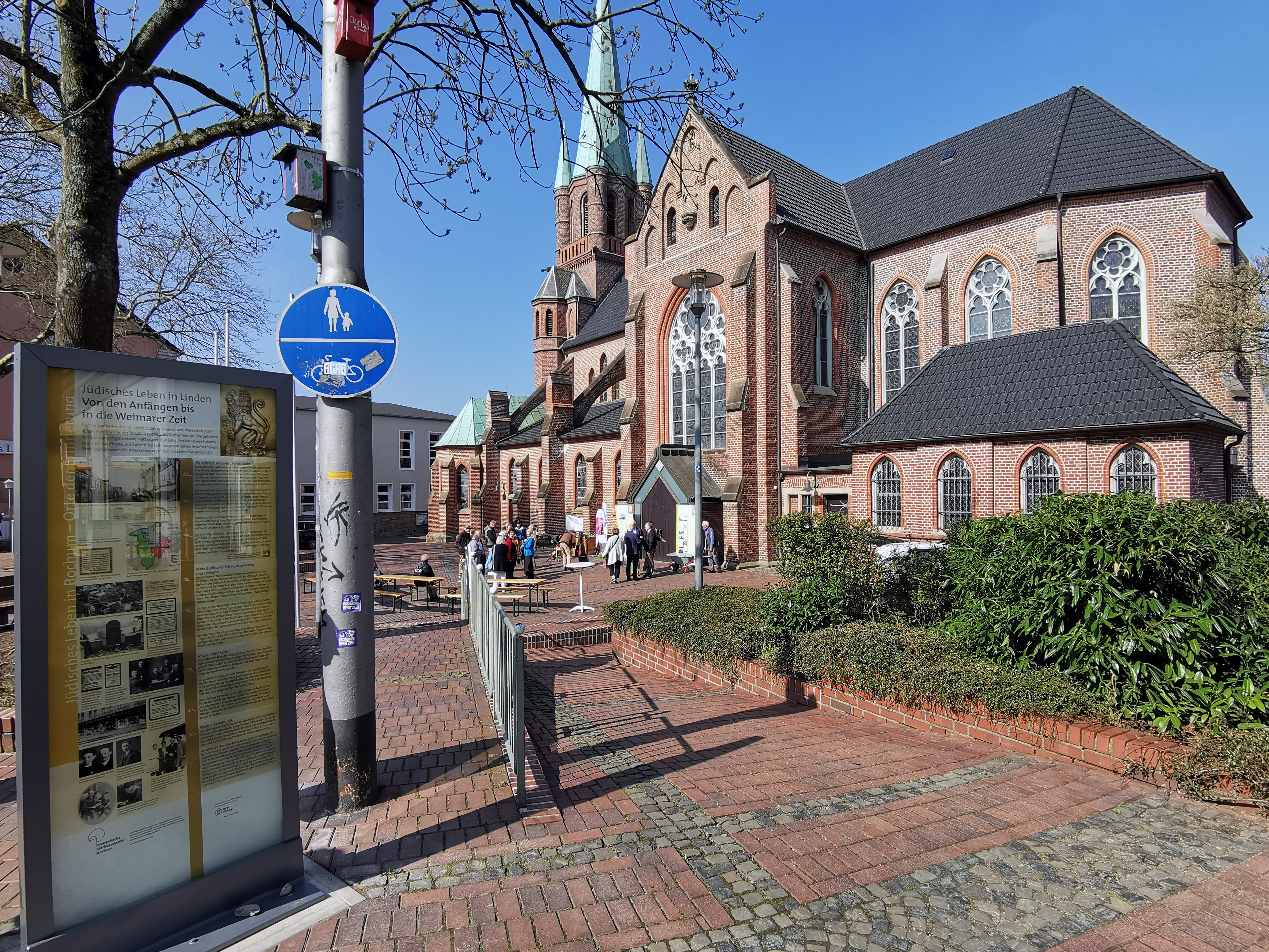
Stele in Bochum-Linden
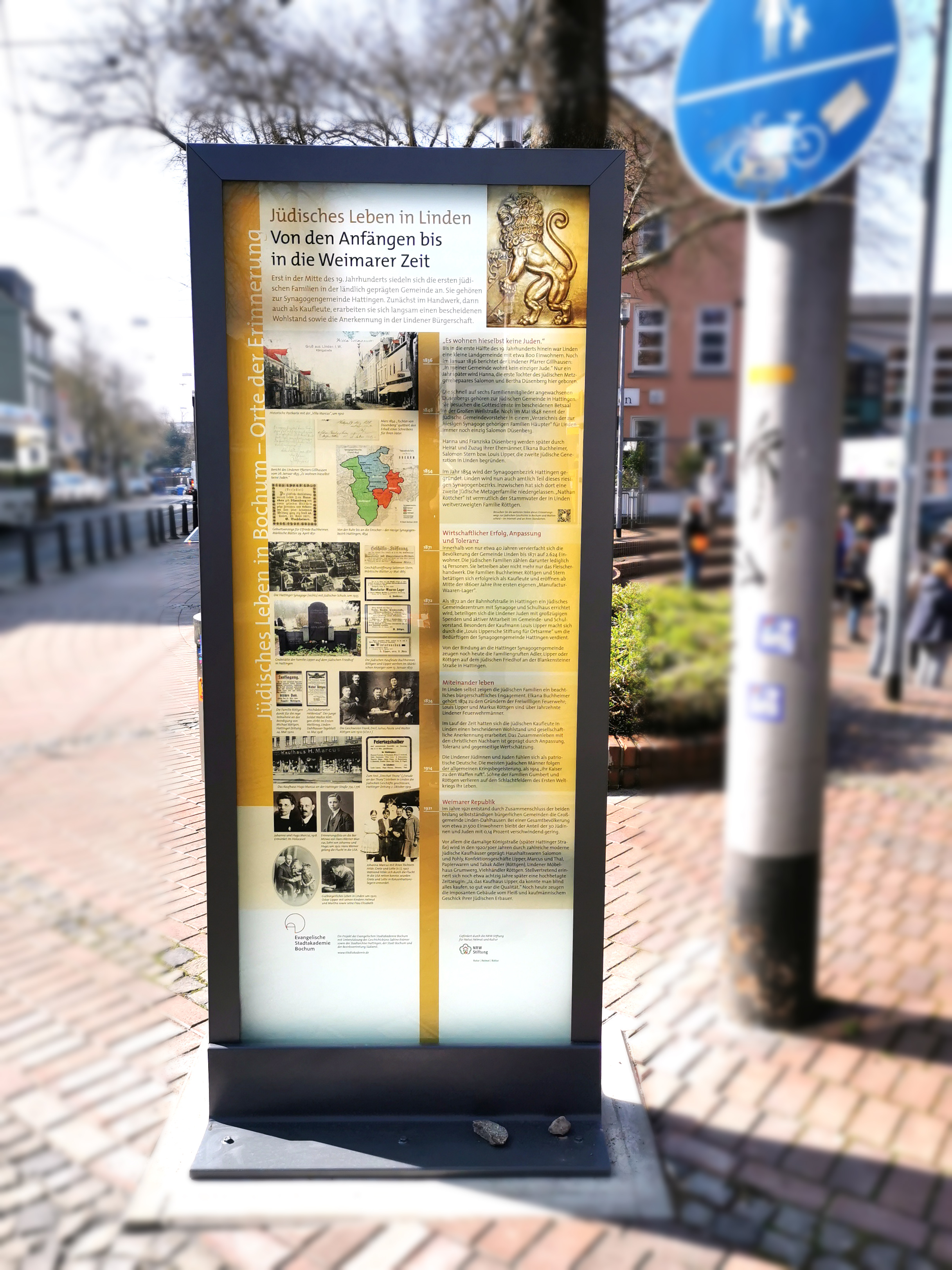
Stele in Bochum-Linden
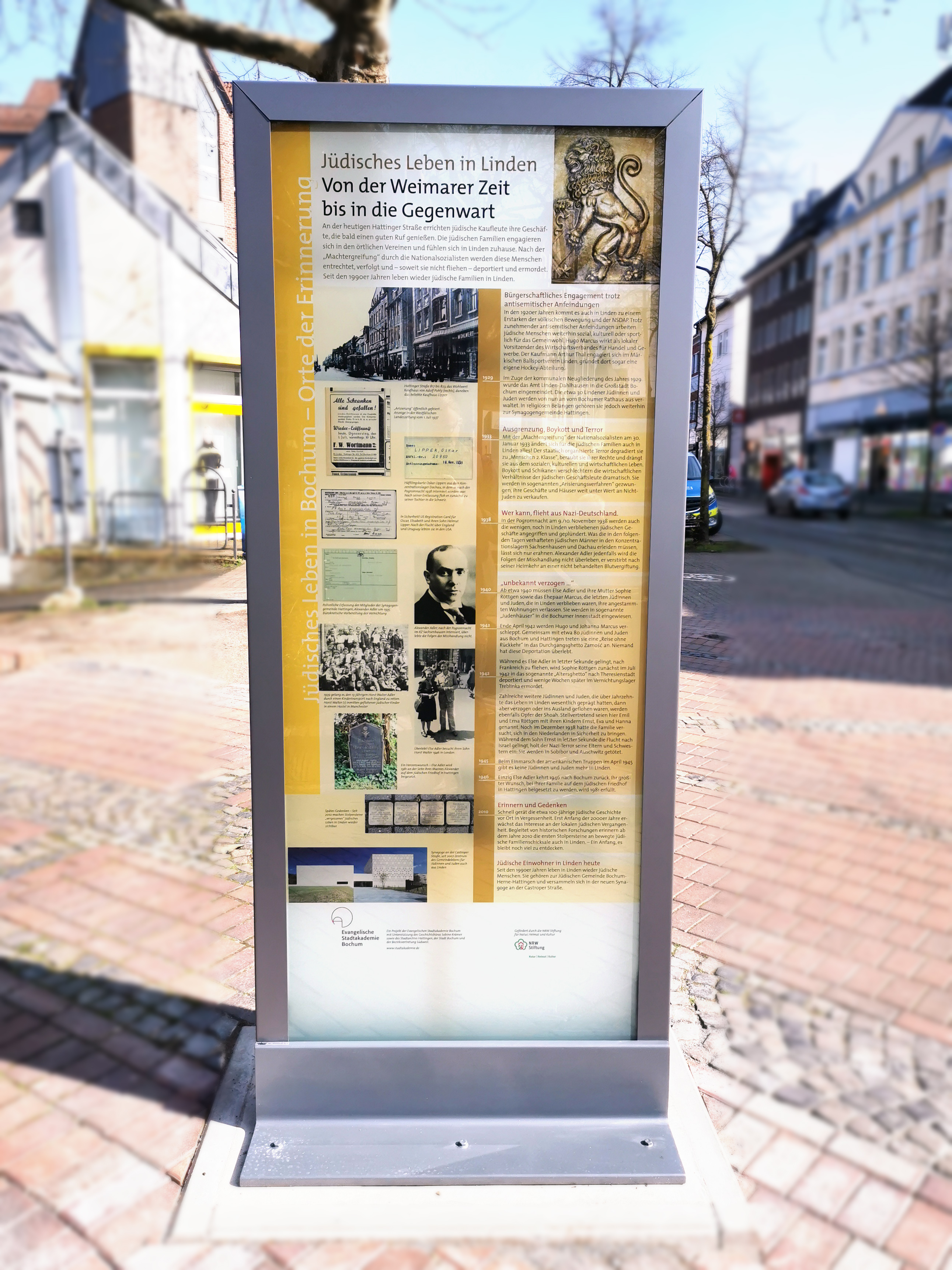
Stele in Bochum-Linden

Die Stele widmet sich dem jüdischen Leben im Bochumer Stadtteil Linden, deren jüdische Einwohner von Mitte des 19. Jahrhunderts bis in die Zeit des Nationalsozialismus zur Jüdischen Gemeinde Hattingen gehörten. Auf einer Seite der Stele wird der Zeitraum „Von den Anfängen bis in die Weimarer Zeit“ beleuchtet, auf der anderen Seite „Von der Weimarer Zeit bis in die Gegenwart“ dargestellt. Am 27. März 2025 wurde an der Hattinger Straße 814a vor der katholischen Liebfrauenkirche in Linden () die Stele eingeweiht.

## Medien
- Stationenweg zur jüdischen Geschichte in Bochum und Wattenscheid – Ein Impulspapier. Evangelische Stadtakademie Bochum (Hrsg.), Bochum 2001, Broschüre in deutscher und russischer Sprache
- Manfred Keller: Im jüdischen Bochum. Spurensuche auf dem Stelenweg. Evangelische Stadtakademie Bochum (Hrsg.), F.A. Gimmerthal KG, Bochum 2019, ISBN 978-3-00-063500-7, gebundenes Buch
- Manfred Keller, im Auftrag der Jüdischen Gemeinde Bochum-Herne-Hattingen (Hrsg.): Menschen – Orte – Schicksale. 400 Jahre jüdisches Leben in Bochum – Herne – Hattingen. Dokumentation einer Ausstellung. Bochum 2024, ISBN 978-3-00-080351-2
- Manfred Keller: Vom Umgang mit der jüdischen Geschichte und Kultur vor Ort. In: Bochumer Zeitpunkte, Stadtgeschichte, Heimatkunde und Denkmalschutz. Heft 45, April 2025, S. 4–19.
- Lokalzeit Ruhr: Schüler auf den Spuren jüdischer Familien auf dem Stelenweg in Bochum. Westdeutscher Rundfunk Köln, 8. November 2019, 3 min, Mp4
- Bochumschau.TV: Jüdisches Leben in Bochum. 8:24 min, Video
- Lokalzeit Ruhr: Zwölfte Erinnerungs-Stele im Bochumer Stelenweg. ARD Mediathek, 2. Mai 2024, 3 min